# Autriche sous le nazisme
1938–1945
(7 ans, 1 mois et 14 jours)
Entités précédentes :
- Autriche (Première République)

Entités suivantes :
- Autriche (Deuxième République)
- Autriche occupée

L'Autriche sous le nazisme est une période de l'histoire de l'Autriche, depuis l'annexion du pays par le Reich allemand le 13 mars 1938 — connue sous le nom d'Anschluss — jusqu’à la fin de la Seconde Guerre mondiale et le rétablissement de la République d'Autriche le 27 avril 1945. La fin temporaire du statut d'État de l'Autriche et la prise de pouvoir par le parti nazi ont été précédées par la Première république autrichienne (1919-1938). Cette Première République, née de l'effondrement de la double monarchie de l'Empire austro-hongrois à la fin de la Première Guerre mondiale et qui ne peut rejoindre la jeune République de Weimar en 1919 à cause de l'interdiction imposée par les puissances victorieuses, est caractérisée par de nombreuses tensions sociales et politiques telles que la guerre civile autrichienne (février 1934), le putsch de juillet (1934), l'austrofascisme (1934-1938) et traverse plusieurs crises économiques.
La domination nazie en Autriche dure sept ans et est suivie d'une occupation alliée de dix ans, jusqu'au 15 mai 1955 où le pays retrouve sa souveraineté par la signature du traité d'État autrichien, suivi du retrait des troupes alliées. Pendant ces dix années, sous la pression des quatre puissances occupantes (États-Unis, URSS, Royaume-Uni et France), la dénazification est régie par la loi prohibitive de 1947 interdisant l'appartenance au NSDAP. Les criminels de guerre, les participants à la Shoah et l'holocauste rom, les crimes de la Wehrmacht sont condamnés par les tribunaux populaires autrichiens et par le procès de Nuremberg ; mais les enquêtes et poursuites à l'encontre des crimes nazis et la récupération des biens volés sont rapidement reportées. L'intérêt international suscité par l'affaire Kurt Waldheim et l'apparition d'une nouvelle génération conduisent à la poursuite d'un travail de mémoire juridique, social, politique et scientifique sur la dictature nazie.

## Contexte
En 1918, après la Première Guerre mondiale et l'effondrement de l'empire austro-hongrois et l'abolition de la monarchie autrichienne, trois partis politiques s'affrontent dans la jeune république provisoire :
- Les sociaux-démocrates du SDAP (Sozialdemokraten) ;
- Les sociaux-chrétiens du CS (Christlichsozialen) ;
- Les nationalistes : Großdeutsche Vereinigung, et à partir de 1920 : Großdeutsche Volkspartei.

D'autres partis mineurs, comme le parti communiste (KPÖ) et le parti national-socialiste (DNSDAP) n'étaient pas représentés à l'assemblée nationale provisoire de l'Autriche allemande et à l'assemblée nationale constituante, ni au conseil national créé en 1920.
Le SDAP, les Großdeutsche aussi appelés Alldeutsche (de), et le DNSDAP étaient clairement favorables, mais pour des raisons différentes, à l'unification du Reich Allemand devenu une république (république de Weimar) et de l'Autriche allemande. Les sociaux-chrétiens étaient également favorables à cette union mais pas à l'unanimité, car certains soutenaient la poursuite de la monarchie et d'autres la république. Pendant les années 1920 et 1930, le KPÖ s'oppose à l'Anschluss alors que les monarchistes, d'abord opposés, la défendent plus tard après l'échec de la République des conseils de Bavière et la venue des conservateurs au pouvoir en Allemagne.
Avec la proclamation de la république par l'Assemblée nationale provisoire de l'Autriche allemande le 12 novembre 1918, la question de la monarchie est réglée. Mais, au printemps 1919, les vainqueurs de la Première Guerre mondiale font comprendre au gouvernement autrichien que le souhait d'une union entre l'Autriche allemande et le Reich est clairement illusoire. Ainsi, le 10 septembre 1919, le traité de Saint-Germain-en-Laye est signé par le premier chancelier Karl Renner (SDAP). Il établit la paix entre l'Autriche et les puissances victorieuses, consacre la dislocation de la monarchie austro-hongroise en sept États, et affirme l'indépendance de l'Autriche, interdisant implicitement l'unification avec l'Allemagne. Le pays prend alors le nom de République d'Autriche et devient un État indépendant au sens du droit international.

### Première République
La vie et la politique des années suivant la guerre sont marquées par de grandes difficultés économiques (perte de zones industrielles et de matières premières en Tchécoslovaquie, désormais indépendante, et hyperinflation) et par une opposition croissante des différents camps politiques. De 1918 à 1920, les sociaux-démocrates forment une coalition rouge-noire avec le CS. Mais en 1920, le conseil national succède à l'assemblée nationale constituante ; les chrétiens-sociaux deviennent majoritaires et se rapprochent souvent des nationalistes allemands en vue de former une coalition.
Le 31 mai 1922, le prélat Ignaz Seipel (CS) est élu par le conseil national au poste de chancelier du gouvernement dirigé par le CS. Il réussit à améliorer la situation économique avec l'aide financière de la Société des Nations qui organise une aide internationale pour sauver l'économie autrichienne (Protocoles de Genève sur la reconstruction de l’Autriche (de) en 1922, réforme monétaire de 1925). Sur le plan idéologique, Seipel est un antimarxiste convaincu soucieux de réduire au possible l'influence des sociaux-démocrates : de part et d'autre, leur opposition mutuelle était considérée comme une lutte entre classes sociales.
La coalition chrétienne-sociale au pouvoir est étroitement liée à l'Église catholique. Les sociaux-démocrate du SDAP essaient de développer un contre-modèle dans les années 1920, notamment à Vienne où sont fortement implantés les maires successifs Jakob Reumann et Karl Seitz, par la construction de logements sociaux et un ensemble de mesures de santé et d'éducation qui valent à la capitale son surnom de Vienne la rouge.

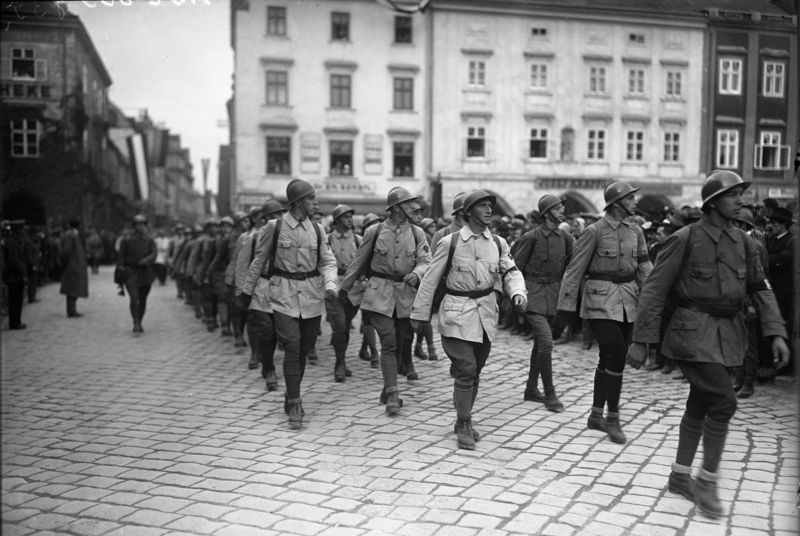
Marche du Republikanischer Schutzbund, organisation paramilitaire du parti social-démocrate, à Wiener Neustadt, 1928.

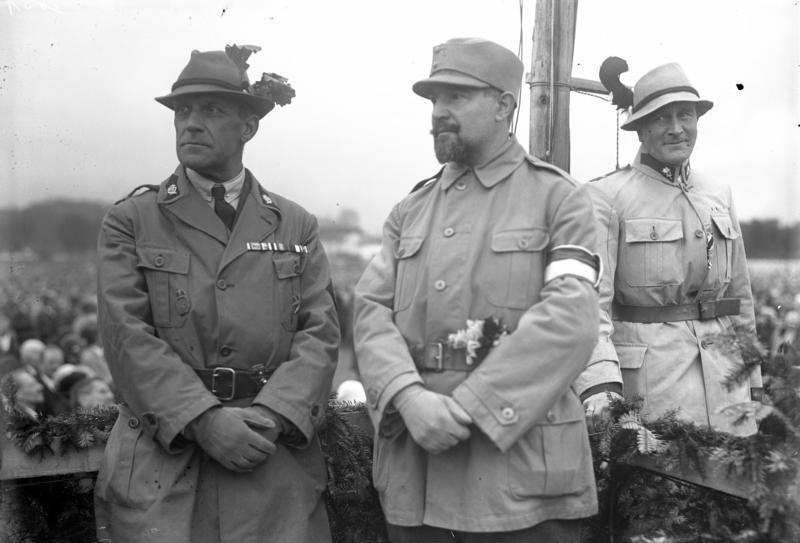
Les dirigeants de la Heimwehr, organisation paramilitaire du Front patriotique : Reinhart Bachofen von Echt, Richard Steidle et Hans von Pranckh, Wiener Neustadt, 1928.

Dès ses débuts, la Première république se caractérise par un faible usage de la violence étatique. La Bundesheer est, selon les dispositions des vainqueurs, limitée à 30000 hommes, et la police est mal équipée.
Les premiers groupes paramilitaires, les Heimatwehren, apparaissent dès 1918, comme en Carinthie. C'est dans le Tirol en 1920 qu'apparaît la première « Heimwehr » à l'initiative du député Richard Steidle et avec le soutien de l'organisation bavaroise Escherich liée à la Reichswehr noire, un exemple bientôt suivi dans les autres Länder d'Autriche. C'est après que des membres de l'organisation monarchiste Ostara ont abattu un ouvrier en 1923 que les sociaux démocrates décident la formation de leur propre groupe armé, le Republikanischer Schutzbund.
Il existait d'autres organisations paramilitaires, tels la Frontkämpfervereinigung Deutsch-Österreichs formée d'anciens combattants, les Ostmärkische Sturmscharen d'orientation catholique, les Christlichdeutsche Wehrturner organisés en associations sportives, et le Vaterländischer Schutzbund (littéralement : Ligue de protection patriotique) formé de nazis peu pris au sérieux à leur début et qualifiés de Hakenkreuzler (porteurs de croix gammées) qui seront plus tard intégrés dans la SA autrichienne.
Le 14 novembre 1903 à Aussig en Bohême, alors dans l'Empire austro-hongrois, est fondé le Parti ouvrier allemand (Deutsche Arbeiterpartei, DAP). Le parti est nationaliste allemand et anticlérical, mais n'a pas encore d'orientation antisémite. Il se veut un représentant des autrichiens allemands dans le « Volkstumkampf (combat des peuples) au sein de l'empire pluriethnique ». L'avocat Walter Riehl, qui y a adhéré en 1909, en prend la tête en mai 1918.
À son « Congrès du parti du Reich » les 4 et 5 mai 1918, le DAP prend le nom de « Deutsche Nationalsozialistische Arbeiterpartei » (DNSAP). Avec l'effondrement de la monarchie, le parti se scinde en un camp tchécoslovaque mené par Hans Knirsch et un camp autrichien allemand dirigé par Riehl. À partir de 1920, le DNSAP collabore étroitement avec le parti nazi allemand, le Parti national-socialiste des travailleurs allemands (NSDAP) issu du Parti ouvrier allemand de 1919, dont Adolf Hitler prend le contrôle en 1920. En 1923, le DNSAP compte 23000 adhérents et n'est qu'un phénomène marginal dans le paysage politique autrichien.
Après la prise de contrôle du parti national-socialiste allemand par Hitler, le DNSAP connaît des disputes internes sur la poursuite d'une ligne démocratique et parlementaire que défend Walter Riehl, ou sur une orientation révolutionnaire et extraparlementaire comme celle poursuivie par Hitler. Le congrès du parti tenu à Salzbourg en août 1923 voit la seconde l'emporter. Riehl se démet alors de toutes ses fonctions et part fonder le Deutschsozialer Verein qui demeurera insignifiant sur la scène politique et sera exclu du DNSAP en 1924.
Les conflits internes perdurent néanmoins sous la direction du successeur de Riehl, Karl Schulz. Celui-ci estimant être lié par les règles démocratiques et s'opposant à l'exigence de pouvoir exclusif manifestée par Hitler, le parti nazi autrichien connaît une nouvelle scission. Le 4 mai 1925, Richard Suchenwirth (de), un enseignant de Vienne, fonde le Nationalsozialistischer Deutscher Arbeiterverein qui se soumet sans condition aux exigences d'Hitler et, à la différence d'autres formations nazies, ajoute à son nom la mention Hitlerbewegung (mouvement hitlérien). Ce nouveau parti porte à partir d'août 1926 le nom de « Nationalsozialistische Deutsche Arbeiterpartei Österreichs – Hitlerbewegung (de) » et devient de facto un groupement régional du NSDAP allemand, alors principalement actif en Bavière.
En Italie, Benito Mussolini devient président du Conseil des ministres d'Italie. Alors qu'il développe dans les années qui suivent un pouvoir dictatorial dans son pays, il devient un allié significatif des chrétiens-sociaux autrichiens et un soutien des Heimwehren.
Aux élections au Conseil national d'avril 1927, le NSDAP ne recueille que 779 voix (0,02 %). Avec 48,20 % des voix, les vainqueurs de l'élection sont, devant les sociaux démocrates (42,31 %), la liste Einheitsliste qui regroupe les chrétiens-sociaux, les nationalistes allemands du GVP, les organisations nationales-socialistes de Riehl et Schulz et d'autres formations. La fin des années 1930 est alors caractérisée par des heurts violents et fréquents entre factions armées qui entraînent un nombre croissant de morts. Le 30 janvier 1927 à Schattendorf, trois membres de la Frontkämpfervereinigung Deutsch-Österreichs tirent sur des militants du Republikanischer Schutzbund social-démocrate et tuent un homme et un enfant ; le 14 juillet, les tireurs sont acquittés par un tribunal de Vienne, ce qui provoque le 15 juillet une manifestation connue sous le nom de Révolte de Juillet pendant laquelle le palais de justice de Vienne est incendié et la riposte armée de la police fait des dizaines de morts.
Les élections au Conseil national de 1930 apportent une majorité relative (41,1 %) aux sociaux-démocrates du SDAP. Les chrétiens-sociaux sont relégués à la deuxième place (35,7 %) mais restent au gouvernement grâce à une coalition avec les nationalistes allemands du GVP et le parti paysan Landbund. Avec 3,6 %, le NSDAP échoue à entrer au parlement, mais les années suivantes, il récolte de plus en plus de voix venant de divers groupes et partis nationaux-allemands, ainsi le nombre de ses adhérents croît fortement à partir de 1930, croissance également favorisée par la crise économique des années 1930. Le NSDAP connaît des succès électoraux le 24 avril 1932 lors des élections aux parlements régionaux de Basse-Autriche (14,1 %), Salzbourg (20,79 %) et Vienne (17,4 %) et des élections communales en Styrie (8,2 %). Un des slogans est : « 500000 chômeurs — 400000 Juifs — La solution est très simple ! Votez national-socialiste ».

### Dictature, guerre civile et interdiction du NSDAP

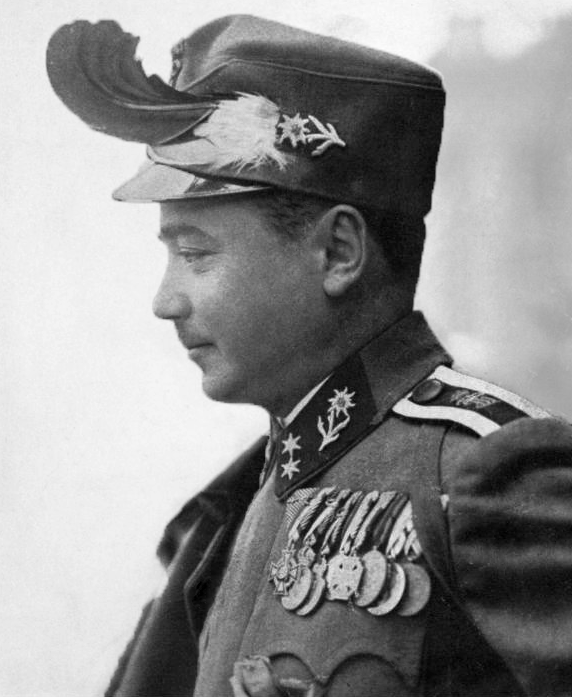
Engelbert Dollfuss en septembre 1933.

Les chrétiens-sociaux sont au pouvoir depuis 1920, un des leurs, Engelbert Dollfuss, est chancelier fédéral d'Autriche depuis mai 1932. Désormais, ils ne sont plus seulement menacés par les sociaux-démocrates. Déjà le chancelier Ignaz Seipel a cherché dans les années 1920 à construire un Ständestaat, une forme d'État autoritaire sans parlement élu, basé sur la doctrine sociale de l'Église catholique, notamment sur les encycliques Rerum novarum (1891) et Quadragesimo anno (1931). La condition préalable en est la disparition du régime parlementaire. Le 4 mars 1933, un problème de procédure au Conseil national offre au chancelier Dollfuss l'occasion de déclarer l'auto-dissolution du parlement.
Le 20 mai 1933 est fondé le Front patriotique (Vaterländische Front, VF), se définissant comme organisation politique de « tous les autrichiens et autrichiennes fidèles à la patrie » « au-dessus des partis », cependant d'orientation catholique et clairement antimarxiste. Le 26 mai, le parti communiste KPÖ est interdit, le Republikanischer Schutzbund social-démocrate l'est le 30 mai.
Aux élections communales, le NSDAP obtient généralement moins de 25 % des voix, mais sème le trouble dans le Front patriotique au pouvoir en atteignant des résultats de plus de 40 % à Zwettl et Innsbruck. S'y ajoute une vague de terreur causée par les partisans nazis au début de juin 1933 qui culmine avec des attentats causant 4 morts et 48 blessés. Le NSDAP autrichien est interdit le 19 juin 1933 après un attentat à la grenade sur des gymnastes chrétiens à Krems. La terreur diminue les mois suivants mais on dénombre encore jusqu'à la fin de l'année 5 morts et 52 blessés.
Entretemps, le 30 janvier 1933, Adolf Hitler a été nommé chancelier du Reich par Paul von Hindenburg. Dès lors, le parti social-démocrate raye de son programme politique le rattachement à un Reich aux mains des nazis. Le NSDAP autrichien étant interdit, des militants s'enfuient en Bavière où ils fondent la Légion autrichienne (de) qui est hébergée dans des camps et suit un entraînement militaire. La politique de terreur menée en Autriche par les militants du NSDAP reçoit de l'Allemagne un soutien logistique, financier et matériel. C'est dans ce contexte d'agitation globale menée contre l'Autriche qu'après que le ministre de la Justice bavarois Hans Frank a été expulsé d'Autriche pour ingérence dans les affaires intérieures du pays, le gouvernement allemand met en place le 1er juin 1933 la Tausend-Mark-Sperre, une taxe de 1000 Reichsmarks imposée aux citoyens allemands se rendant en Autriche, une mesure qui pénalise lourdement le tourisme du pays.

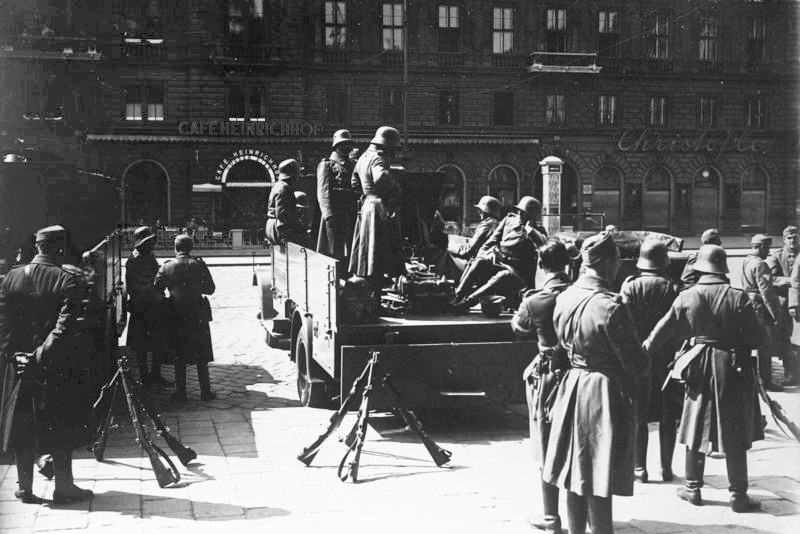
Soldats de la Bundesheer autrichienne devant l'opéra d'État de Vienne durant la guerre civile de février 1934.

Le 12 février 1934 se produit à Linz un incident lourd de conséquences. Des membres de l'Heimwehr enrôlés comme police auxiliaire tentent de pénétrer dans un local du SDAP pour y rechercher des armes de l'organisation interdite Republikanischer Schutzbund, ce qui entraîne un affrontement armé qui se propage à tout le pays et débouche sur la guerre civile autrichienne, dite aussi Insurrection de février. La police et les unités de l'Heimwehr qui les soutiennent sous les ordres du chef de l'Heimwehr et ministre de l'Intérieur Emil Fey font tourner à leur avantage les combats qui se poursuivent jusqu'au 14 février. S'ensuivent l'interdiction immédiate du SDAP, de toutes les organisations sociales-démocrates et des syndicats, de nombreuses arrestations, le rétablissement de la peine de mort, et la mise en sommeil de la Cour constitutionnelle par le non-remplacement des sièges laissés vacants.
Après l'élimination de toute opposition politique peut être instauré le régime austrofasciste, le Ständestaat. Le 1er mai 1934, Dolfuss fait entrer en vigueur la Constitution de mai.

### Putsch de juillet et influence allemande
Le début de l'année 1934 voit une nouvelle vague d'attentats commis par les nationaux-socialistes. Les objectifs visés ne sont plus seulement les personnes mais les institutions de l'État. Dans la première moitié de l'année, on dénombre 17 morts et 171 blessés. Le 25 juillet, la SS Standarte 89 tente un putsch : 150 hommes pénètrent dans la chancellerie fédérale à Vienne, le chancelier Dollfuss est gravement blessé et succombe quelques heures plus tard. Un autre groupe occupe le bâtiment de la radio d'État RAVAG (de) et fait émettre un message radiophonique annonçant le retrait du gouvernement Dollfuss et la nomination de l'ancien ministre de l'Éducation Anton Rintelen (de) au poste de chancelier. Cette fausse annonce a pour but de provoquer un soulèvement nazi dans les Länder autrichiens, soulèvement qui ne se produit qu'en partie. La tentative de coup d'État est finalement réprimée après des combats parfois particulièrement violents.
En Styrie, les combats se prolongent jusqu'au 27 juillet et en Carinthie jusqu'au 30. Des éléments de la Légion autrichienne partent de Bavière et essaient de parvenir jusqu'à Linz mais sont repoussés à la frontière à Kollerschlag. Plusieurs milliers de membres du NSDAP sont arrêtés, 4000 d'entre eux s'enfuient en Allemagne et en Yougoslavie. Nombre d'entre eux rejoignent la Légion autrichienne où ils sont incorporés ; celle-ci sera officiellement dissoute quelque temps plus tard mais dans les faits seulement transférée vers le nord et renommée en Hilfswerk Nord-West. L'Italie fasciste, soutien et allié du régime de Vienne, place durant le putsch des troupes au col du Brenner afin de dissuader les troupes allemandes d'une possible incursion en Autriche.
Le gouvernement allemand déclare ne pas être mêlé au putsch. Il entreprend alors de saper les fondements du système politique autrichien à l'aide d'hommes de confiance. Si le parti nazi autrichien, interdit, continue à être soutenu par le régime d'Hitler, celui-ci accorde aussi une attention croissante aux sympathisants qui ne sont pas encartés. Il s'appuie entre autres sur le maire de Linz Franz Langoth, le maire-adjoint d'Innsbruck Walther Pembaur, le militant nazi Anton Reinthaller, le numéro deux du parti nazi autrichien Edmund Glaise-Horstenau, l'universitaire nazi Taras Borodajkewycz, ou Arthur Seyss-Inquart.
Le 3 octobre 1935, les troupes de Mussolini déclenchent la seconde guerre italo-éthiopienne en Abyssinie. Mussolini est alors isolé sur le plan international et entreprend un rapprochement avec Hitler. Pour le Front patriotique au pouvoir en Autriche, cela représente une perte de soutien considérable, et le chancelier Kurt Schuschnigg, successeur de Dollfuss, cherche à améliorer les relations avec le Reich. Comme ses prédécesseurs, il tient à préserver l'indépendance de l'Autriche, le pays étant pour lui le « deuxième meilleur État allemand ».
Le 11 juillet 1936, Schuschnigg conclut avec le Reich l'accord de juillet (de) qui prévoit l'amnistie des militants nazis emprisonnés et l'autorisation des journaux nazis à reparaître. De plus, Schuschnigg s'engage à prendre dans son gouvernement deux hommes-clés des nazis : Edmund Glaise-Horstenau devient ministre sans portefeuille et Guido Schmidt (de) devient ministre des Affaires étrangères. Arthur Seyß-Inquart entre au Conseil d'État, une instance de conseil du gouvernement. En échange, le Reich lève la Tausend-Mark-Sperre. Le travail de sape du Front patriotique par les nazis est d'autant facilité qu'en 1937 il leur est autorisé d'y adhérer. Dans toute l'Autriche sont créés des Volkspolitische Referate, des séminaires politiques en partie dirigés par des nazis qui servent de prétexte légal pour la réorganisation du parti.
À partir de 1937, il devient clair que du point de vue allemand l'annexion de l'Autriche n'est plus qu'une question de temps. Dans Mein Kampf paru entre 1924 et 1925, Hitler a déjà posé son exigence de « ramener l'Autriche allemande à la grande patrie allemande ». La soumission de l'Autriche et des territoires tchèques fait aussi partie de ses projets stratégiques mentionnés dans la note Hossbach du 5 novembre 1937.
Hermann Göring, le « deuxième homme de l'État national-socialiste » selon Hitler, a déjà fait plusieurs déclarations en ce sens. Sur un mur de sa résidence de Carinhall est accrochée une carte de la Grande Allemagne sans frontière entre l'Autriche et l'Allemagne. Pour Göring, chargé du ministère de l'Économie du Reich de novembre 1937 à janvier 1938, l'Autriche présente des ressources dont on peut tirer parti : l'industrie de guerre allemande a presque épuisé les réserves d'or et de devises, et la banque nationale d'Autriche possède elle des réserves encore conséquentes. L'Autriche possède également du minerai de fer et du pétrole, et parmi les 500000 chômeurs se trouvent des travailleurs qualifiés pouvant être employés dans l'industrie de l'armement.
L'ambassadeur à Vienne Franz von Papen organise le 12 février 1938 une rencontre entre Hitler et Schuschnigg à Berchtesgaden. Le chancelier allemand menace expressément Schuschnigg de faire entrer ses troupes en Autriche et le contraint à une série de mesures en faveur des nationaux-socialistes autrichiens. L'accord de Berchtesgaden qu'il fait signer à Schuschnigg garantit la libre activité politique au NSDAP autrichien interdit depuis 1933, et fait accéder Arthur Seyss-Inquart au poste de ministre de l'Intérieur.

## Intégration dans le Reich allemand

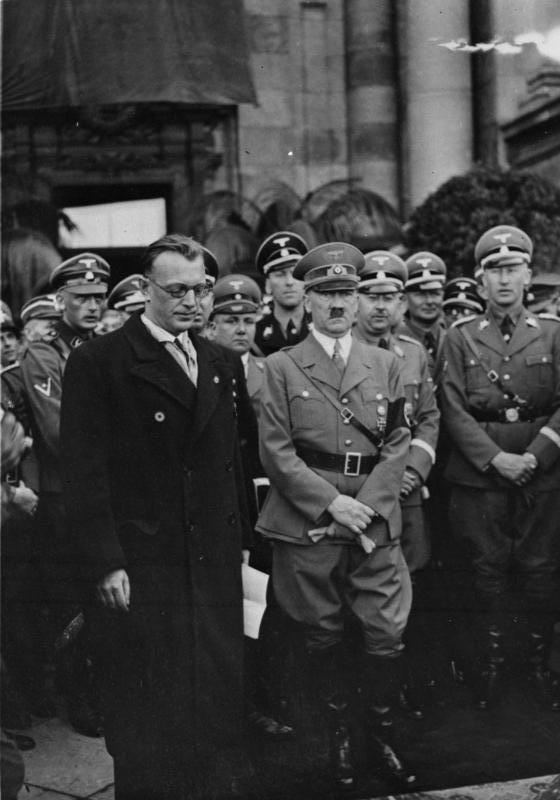
Arthur Seyß-Inquart et Adolf Hitler en 1938.

### L’annexion

#### Prise du pouvoir
Après la démission du chancelier Kurt Schuschnigg, le président fédéral Wilhelm Miklas mène des discussions infructueuses avec des chrétiens-sociaux, puis charge Arthur Seyss-Inquart de constituer un nouveau gouvernement. Celui-ci est chancelier fédéral du 11 au 13 mars 1938, et doit procéder à l'« anschluss » bien que cela rende son poste de chancelier obsolète et qu'il ait préféré une mise au pas de l'Autriche avec Hitler comme chef de deux États.
Le 11 mars, des nazis autrichiens, par exemple à Graz, prennent le pouvoir là où les forces de sécurité commencent à vaciller quand l'inquiétude sur leur avenir prend le pas sur leur loyauté. Les acteurs de l'État laissent le champ libre sans résistance. Pour beaucoup d'activistes nationaux-socialistes, la prise du pouvoir doit s'effectuer sans intervention militaire depuis l'Allemagne.
À partir du 11 mars au soir et dans les semaines qui suivient, des SA et des SS arrêtent environ 72 000 personnes, majoritairement à Vienne. Parmi eux figurent des hommes politiques de la Première république, des intellectuels, des fonctionnaires de l'État et avant tout des Juifs dont la plupart sont envoyés au camp de concentration de Dachau en avril 1938 (Prominententransport (de)). Les associations juives sont dissoutes.

#### Arrivée d'Hitler et de la Wehrmacht

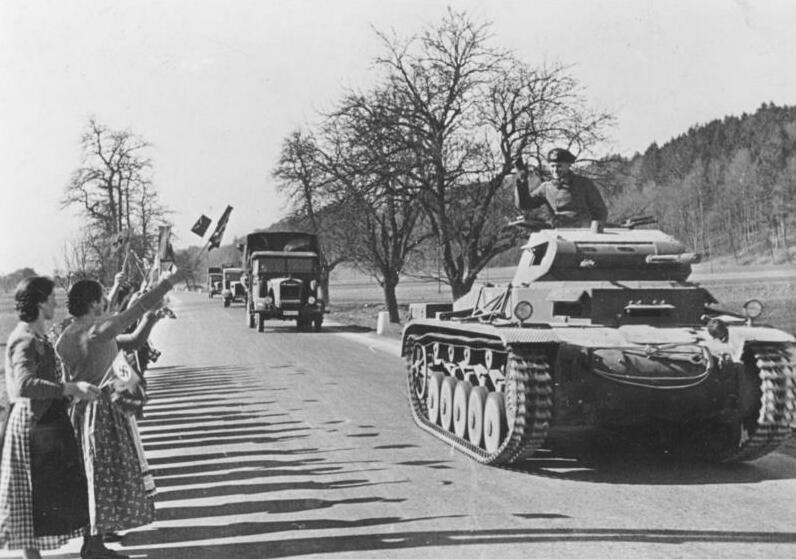
Des civils saluent l'armée allemande qui entre en Autriche, 13 mars 1938.

Au matin du 12 mars 1938, environ 65000 hommes de troupe et policiers dont une partie lourdement armés passent la frontière et sont accueillis avec enthousiasme par la population. Le reichsführer-SS Heinrich Himmler arrive à l'aéroport d'Aspen à Vienne accompagné de SS et de fonctionnaires de police pour prendre le contrôle de la police autrichienne. Partout où cela n'avait pas encore été fait, les militants du parti nazi, les SS et les SA occupent les bâtiments et bureaux officiels.
Hitler et Seyss-Inquart ont une entrevue à Linz le soir du 12 mars. Encouragé par l'accueil de la population, Hitler décide d'y annoncer l'Anschluss sans plus attendre et sans se soucier des délais prévus pour la passation de pouvoir. Il annonce depuis le balcon de l'hôtel de ville de Linz la création du « grossdeutsches Reich ». Le jour suivant, le gouvernement de Seyss-Inquart décide de la loi sur « le rattachement de l'Autriche avec le Reich allemand ». Quand Seyss-Inquart présente le texte à la signature au président fédéral autrichien Miklas, celui-ci démissionne et laisse Seyss-Inquart signer le document en tant que chef d'État par intérim. Celui-ci est donc gouverneur du Reich du 15 mars 1938 au 30 avril 1939 et devient, en tant qu'Obergruppenführer SS le chef du « gouvernement régional autrichien ». Il a pour mission de dissoudre les institutions fédérales autrichiennes et d'intégrer l'administration dans celle du Reich allemand.

#### Proclamation et «référendum»

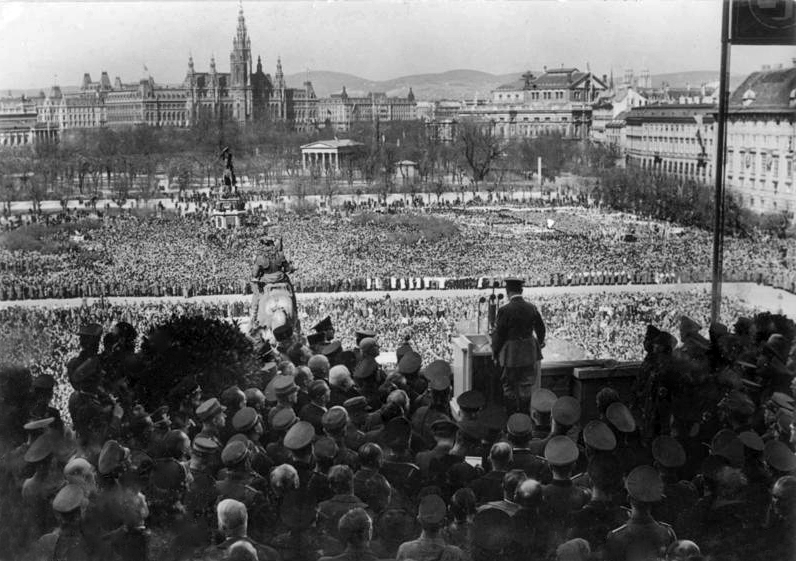
Discours d'Hitler à Vienne, 15 mars 1938.

Hitler vient de passer deux jours dans sa ville de naissance Braunau am Inn quand il arrive à Vienne le 15 mars. Il prend la parole sur la Heldenplatz devant les acclamations d'une foule de dizaines de milliers de personnes et déclare : « En tant que Führer et chancelier de la nation allemande et du Reich, j'annonce devant l'histoire allemande l'entrée de ma patrie dans l'Empire allemand ». Ernst Kaltenbrunner (qui sera condamné à mort au Procès de Nuremberg et exécuté en 1946) est promu Brigadeführer et prend la direction de la SS en Autriche.

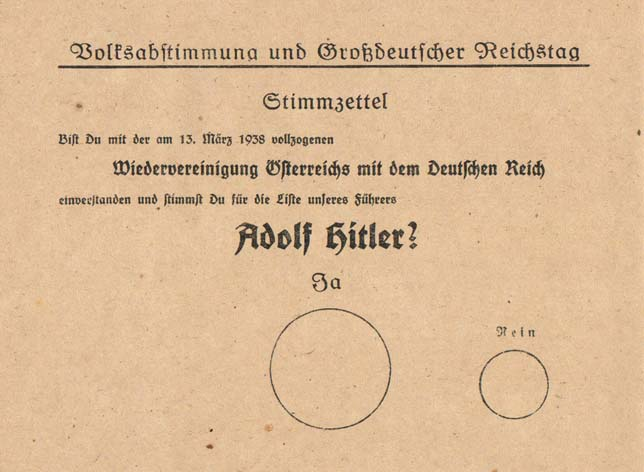
Bulletin de vote du référendum du 10 avril 1938.

Un référendum sur l'anschluss, qui a déjà eu lieu, est planifié pour le 10 avril. Dans les semaines qui précèdent, l'Autriche connaît une propagande sans précédent. Hitler, Goebbels, Göring, Hess et d'autres dirigeants de premier plan du régime nazi apparaissent et tiennent des discours dans des manifestations minutieusement préparées et mises en scène. La presse et la radio (RAVAG) mises au pas n'ont pas d'autre sujet d'émission que le « Oui » au rattachement de l'Autriche au Reich allemand ». Des personnalités autrichiennes comme le cardinal Theodor Innitzer qui signe une déclaration des évêques par « Heil Hitler », et des hommes politiques, comme le social-démocrate Karl Renner, se prononcent pour. Les résultats officiels — dont la fiabilité est fortement mise en doute — donnent 99,73 % des voix en Autriche et 99,08 % en Allemagne en faveur de l'annexion.
Étaient exclus de l'élection 8 % des électeurs : environ 200000 Juifs, près de 177000 « mischlinge » et les personnes emprisonnées pour des raisons politiques ou raciales. Le prétendu « référendum » est considéré par les observateurs extérieurs comme un moyen de propagande nazie et en aucun cas comme la juste expression de la volonté du peuple autrichien.

#### Persécution spontanée des Juifs

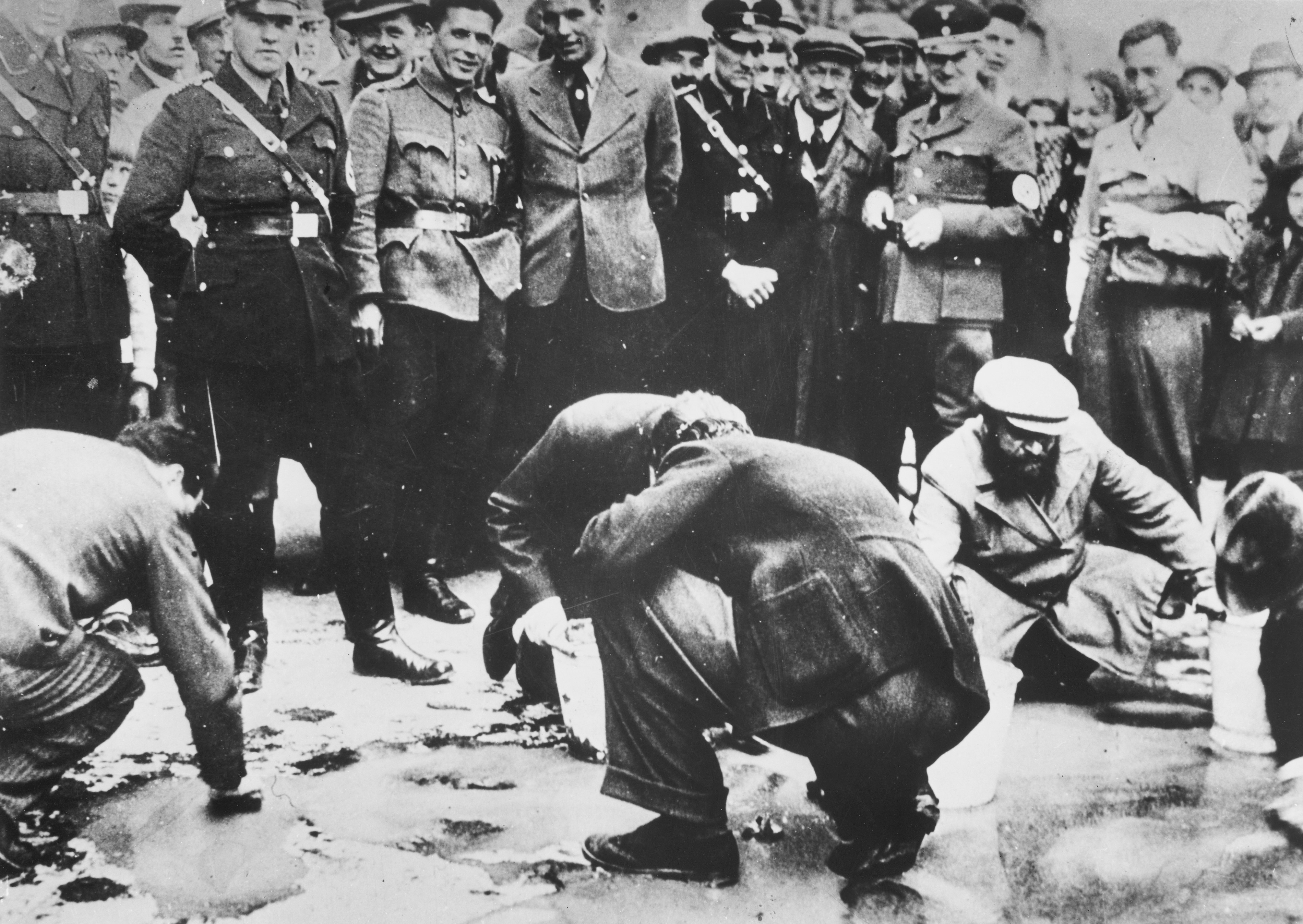
Des citoyens juifs sont forcés de s'agenouiller et de nettoyer le sol sous le regard de nazis et d'habitants viennois. Avril 1938. Collection USHMM.

Dans de nombreux endroits, les Juifs autrichiens sont victimes d'agressions et d'humiliations. Beaucoup perdent leur magasin ou leur appartement dont ils sont dépossédés par ceux-là mêmes qui les en ont chassés avec l'aide de la SA ou de fanatiques. Des Juifs sont obligés de revêtir leurs plus beaux habits et forcés de nettoyer à genoux les slogans pro-Schuschnigg des trottoirs, cette humiliation étant connue sous le nom de « Reibpartie (de) ». L'écrivain Carl Zuckmayer décrit ces pogroms de l'Anschluss dans son autobiographie de 1966 comme un cauchemar issu des tableaux de Jérôme Bosch : « L'air était empli d'un hurlement incessant, hystérique, aigu et enragé, des gorges d'hommes et de femmes qui hurlaient des jours et des nuits durant. Et tous ces gens avaient perdu leur visage et n'étaient plus que grimaces tordues : certains dans la peur, d'autres dans le mensonge, d'autres dans un triomphe sauvage et haineux. […] J'ai vécu les premiers jours de la domination nazie à Berlin. Rien de tout cela ne pouvait être comparé à ces jours à Vienne. […] Ce qui s'est déchaîné ici, c'est le soulèvement de l'envie, du ressentiment, de l'amertume, de la vengeance aveugle et malveillante - et toutes les autres voix ont été condamnées au silence ».
Le déferlement d'une violence sans limites dans les rues de Vienne n'est selon l'historien Martin Haidinger et l'auteur Günther Steinbach pas lié au fait qu'il y ait eu un antisémitisme plus radical chez les Autrichiens que chez les Allemands. Les causes seraient plutôt à rechercher dans l'histoire spécifique de l'Autriche entre 1934 et 1938, très différente de celle de l'Allemagne. Les quatre années d'interdiction du NSDAP auraient façonné une mentalité particulière chez les nazis autrichiens ; pendant l'interdiction, ceux qui avaient des contacts avec la pègre les auraient particulièrement développés, mener des activités dans l'illégalité n'étant pas à la portée de tout un chacun. Le déclenchement de la violence serait aussi à mettre en relation avec l'aspect soudain de l'Anschluss : les nazis autrichiens ignoraient encore le vendredi 11 mars 1938 qu'ils seraient détenteurs de tous les pouvoirs le dimanche.

### Administration

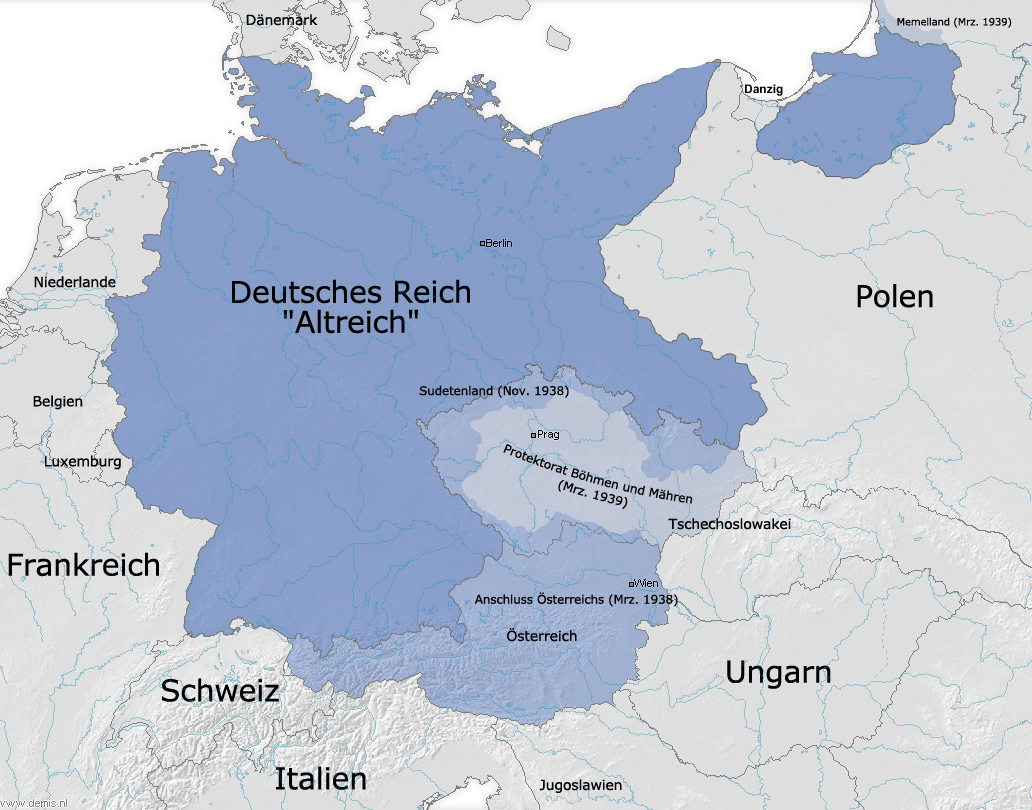
Le Reich allemand en 1939.

Le 18 mars est installé dans ses fonctions un Stillhaltekommissär dont la mission est de mettre idéologiquement au pas les associations, organisations et ligues, dont les associations professionnelles. On procède à une estimation des biens de ces dernières afin de les taxer et de financer le service administratif.
Josef Bürckel, auparavant Commissaire du Reich pour la « réintégration » de la Sarre, est nommé le 23 avril Commissaire du Reich pour le rattachement de l'Autriche au Reich allemand. Il est également responsable de la réorganisation du NSDAP autrichien, et en tant que Reichskommissar, responsable de la déportation de masse des Juifs autrichiens.
Avec l'entrée en vigueur de la Ostmarkgesetz (de) le 1er mai 1939, les gouvernements des Länder autrichiens sont supprimés et les compétences de Reichsstatthalter de Seyss-Inquart passent au commissaire Bürckel. Les dirigeants régionaux deviennent Reichsstatthalter et les Länder deviennent des Reichsgaue. Toutes les structures administratives encore existantes sont dissoutes et intégrées dans celles du Reich le 31 mars 1940. La mission de Bürckel étant terminée, Baldur von Schirach lui succède comme Reichsstatthalter et Gauleiter de Vienne de 1940 à la fin de la guerre.

### Armée

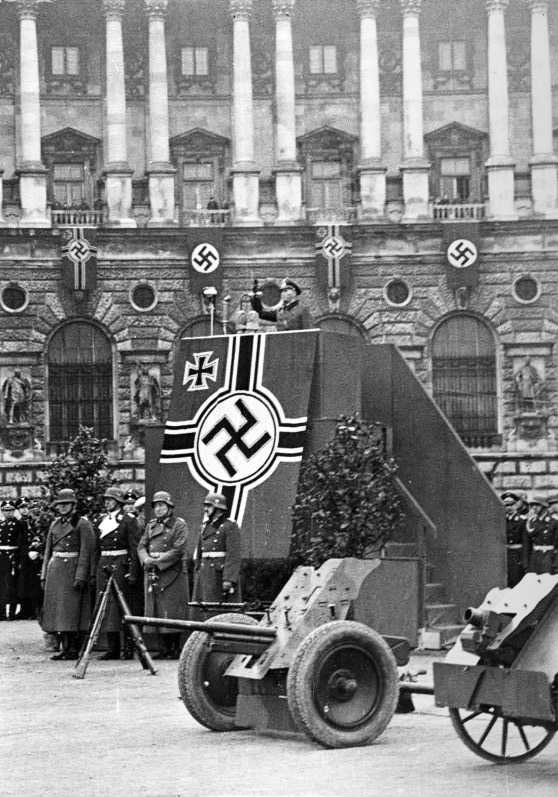
Prestation de serment de soldats incorporés, Vienne, décembre 1938.

Sur ordre du gouvernement, l'armée autrichienne n'oppose pas de résistance à l'entrée des troupes allemandes sur le territoire. Le chef d’état-major Alfred Jansa a exigé, alors qu'il était en fonction avant sa mise à la retraite forcée en février 1938, que l'armée autrichienne s'oppose aux troupes allemandes, mais il n'a trouvé aucun soutien dans le gouvernement de Seyss-Inquart. Il n'y a qu'à Brégence que les premières unités allemandes sont empêchées de passer la frontière parce que le commandant en poste n'a pas reçu d'ordres de Vienne.
L'intégration de l'armée fédérale est achevée le 29 mars. La plus grande partie des militaires, officiers comme soldats, est incorporée à la Wehrmacht à l'automne 1938, selon leur grade militaire. Les officiers qui ne prêtent pas allégeance à Hitler sont mis à la retraite d'office. L'Autriche est séparée en deux régions militaires : le Wehrkreis XVII qui comprend le nord de l'Autriche et le sud de la Tchécoslovaquie avec son siège à Vienne, et le XVIII qui comprend le sud du pays et le nord de la Slovénie et est basé à Salzbourg. L'armée autrichienne est incorporée au groupe d'armées 5 et le service militaire est fixé à deux ans.
En raison du poids démographique réduit de l'Autriche en comparaison avec l'Allemagne, les soldats de l'« Ostmark » n'étaient en nombre que dans quelques unités comme les troupes de montagne. De nombreux Autrichiens furent incorporés ou mutés dans des divisions de l'« Altreich ». Dans l'aviation et la marine, ils étaient nettement sous-représentés. Ce n'est qu'après l'invasion de la Norvège, en particulier l'opération Weserübung où les Allemands cherchaient à s'assurer la mainmise sur les réserves de minerai de fer de Kiruna, que la propagande nationale-socialiste mettra en valeur le rôle des chasseurs alpins de l'Ostmark (de toute façon dirigés par le général bavarois Eduard Dietl).

### Police
La police est placée sous l'autorité du Reichsführer-SS Heinrich Himmler, et sa structure est mise en conformité avec les exigences du ministère de l'Intérieur du Reich. Le chef de la SS autrichienne Ernst Kaltenbrunner est met en place deux structures : une police chargée du maintien de l'ordre, la Ordnungspolizei (qui comprend la Schutzpolizei et la gendarmerie), et une police de sûreté, Sicherheitspolizei (qui comprend la Gestapo et la Kriminalpolizei). Après la formation des nouveaux Gaue autrichiens Alpes et Danube (un Gau était une subdivision administrative et territoriale du Reich), des hauts fonctionnaires de la SS remplacent Kaltenbrunner dans les régions militaires Wehrkreis XVII (Vienne) et Wehrkreis XVIII (Salzbourg).
L'hôtel Métropole de Vienne devient le siège de la Gestapo le 15 mars 1938, sur ordre de Himmler et placé sous l'autorité de Reinhard Heydrich, Obergruppenführer et chef du SD. Avec 900 fonctionnaires, c'est la plus importante unité de la Gestapo en Autriche (en tout 2000 fonctionnaires) et la deuxième plus importante dans le Reich après celle de Berlin.

## Des Länder aux districts

### Constitution de l'Ostmark

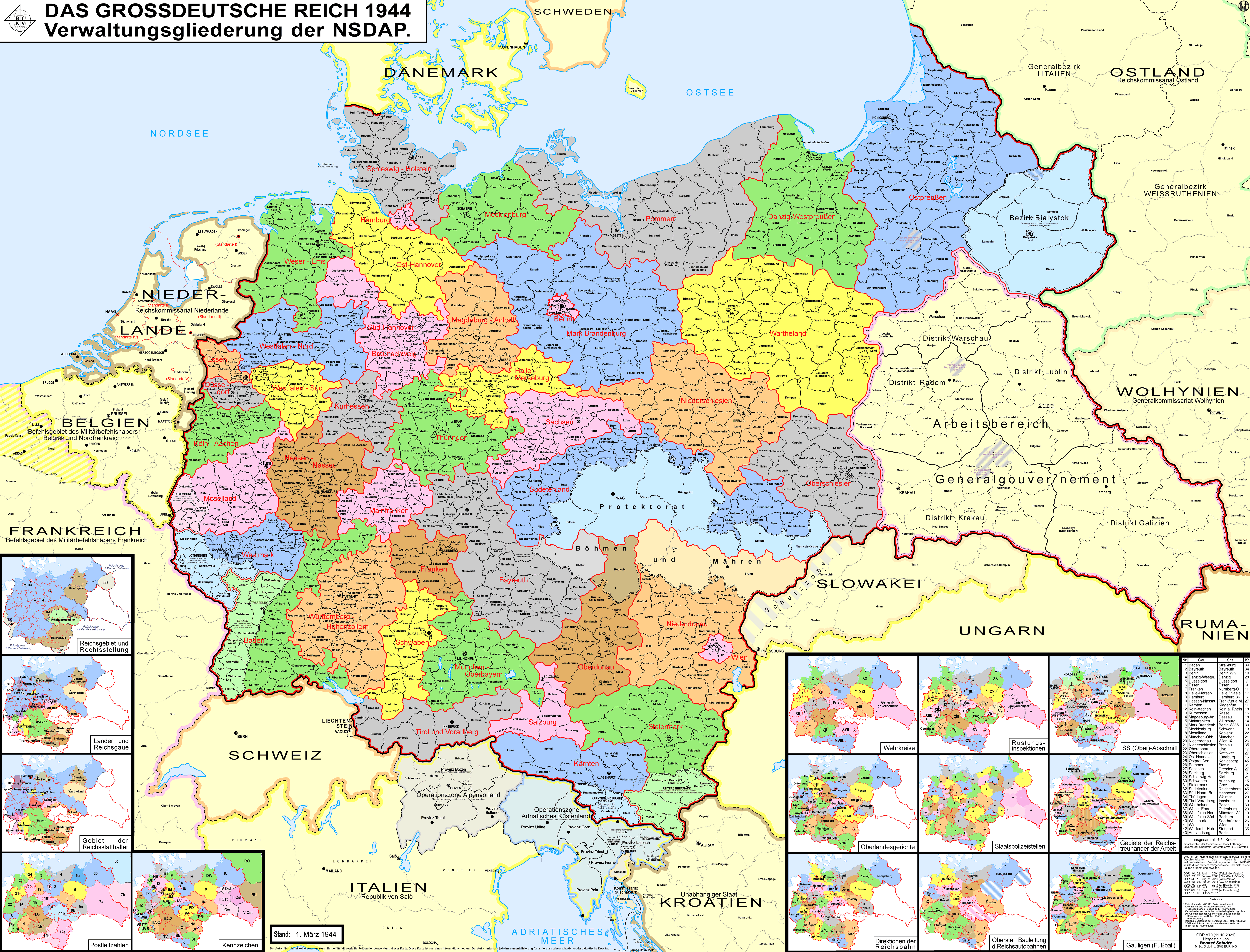
Carte administrative du Großdeutsches Reich, avec les Gaue du NSDAP.

Hitler n'appréciant pas le nom « Autriche », celui-ci est remplacé par le terme Ostmark (« marche de l'Est ») , une traduction du XIXe siècle pour marcha orientalis, puis en 1942 par la dénomination Donau- und Alpenreichsgaue (Districts du Reich du Danube et des Alpes), le but étant de gommer toute référence historique à un pays indépendant, ce que le nom Ostmark pouvait encore suggérer. Ainsi, à partir de juillet 1942, l'emploi de tout autre terme est sévèrement puni, dans certains cas d'un envoi en camp de concentration.
Josef Bürckel, nommé commissaire du Reich à la réunification de l'Autriche avec le Reich allemand, travaille dès son entrée en fonction à la réorganisation des neuf Länder (régions autrichiennes) en quatre Gaue (districts). Mais le projet échoue, en partie à cause de l'opposition de fonctionnaires nazis locaux qui craignent que cette mesure ne soit pas comprise par une population attachée aux traditions et que cela nuise à l'autorité du régime. En 1939, la loi Ostmark découpe les Länder autrichiens en Reichsgaue qui correspondent au découpage des districts du NSDAP tels qu'ils étaient en mai 1938 : Carinthie, Bas-Danube (auparavant Basse-Autriche), Haut-Danube (auparavant Haute-Autriche), Salzbourg, Styrie et Vienne. Le Vorarlberg est réuni au Tyrol pour former le Gau Tyrol-Vorarlberg, bien que les fonctionnaires nazis locaux eussent préféré une réunion avec le Gau de Souabe. Le Burgenland est intégré au Bas-Danube, au sud de la Styrie. Le Tyrol cède le district de Lienz (ou Tyrol oriental) au Gau de Carinthie : cette mesure est un signal envoyé par Hitler à Mussolini que l'Allemagne n'élèvera aucune prétention sur le Sud-Tyrol, région germanophone italienne.
La signature des accords de Munich le 30 septembre 1938 rattache au Reich les territoires germanophones qui appartenaient à la Tchécoslovaquie depuis 1918. Ceux-ci sont d'abord placé sous la responsabilité d'un Gauleiter (gouverneur de Gau), puis la loi du 25 mars 1939 sur les territoires des Sudètes les incorpore aux Gaue de Bas-Danube et Haut-Danube.
Avec la campagne des Balkans et l'occupation de la Yougoslavie, une partie de la Slovénie est rattachée au Reich, les CdZ-Gebiete Carinthie et Carniole reviennent au Gau de Carinthie, et la Basse-Styrie et la Banovine de la Drave au Gau de Styrie.

### Organisation
La structure administrative des Gaue se trouve étroitement liée à celle du NSDAP. Les sept Gaue sont administrés par un Reichsstatthalter dépendant du Ministère de l'Intérieur du Reich, mais qui est aussi Gauleiter, c.a.d. responsable régional du parti inféodé à la centrale du parti nazi à Munich. Dans toute la Grande Allemagne, le parti organise ses Gaue de la même manière en plusieurs subdivisions : Kreis, sous la responsabilité d'un Kreisleiter, Ortsgruppe, sous la responsabilité d'un Ortsgruppenleiter, Zelle, sous la responsabilité d'un Zellenleiter, et tout en bas de l'échelle le Blockleiter, ou Blockwarte, tous ces responsables locaux contribuant à la surveillance de toute la population. Le 1er octobre 1938 entre en vigueur dans toute l'ancienne Autriche une réglementation centralisée (DGO) qui consacre le Führerprinzip au niveau communal.
À la différence de l'« Altreich » (les territoires allemands d'avant 1937), dans l'Ostmark le gouverneur du Gau, responsable administratif, est aussi Gauleiter, responsable du parti, au point qu'il se présente sous le titre de « Gauleiter » même lorsqu'il intervient non pas pour le parti mais dans un cadre administratif.

### Burgenland
Dans le Burgenland, le gau est confié au nazi Tobias Portschy (de) qui devient Landeshauptmann (chef du gouvernement). Il œuvre activement pour la propagande à l'encontre des Fremdrassige (terme qu'on peut traduire par « racialement étrangers ») en particulier contre les tsiganes pour lesquels est construit dans son gau un camp de travaux forcé, le Zigeuner-Anhaltelager Lackenbach (de). Néanmoins, après 1945, on ne put juridiquement prouver la participation directe de Portschy à leur persécution.
Dans les derniers mois de la guerre, on tente de transformer le gau de Burgenland en Südostwall (« rempart sud-est »), une ligne de défenses temporaires pour contrer l'avancée de l'Armée rouge en provenance de Hongrie : à cette fin, les responsables nazis locaux mobilisent et emploient dans des conditions épouvantables et criminelles des travailleurs forcés et des prisonniers juifs en provenance de camps de concentration. En mars 1945, les 24 et 25, a lieu le massacre de Rechnitz (de), où 200 travailleurs forcés, la plupart juifs hongrois, sont assassinés par balles car trop épuisés et malades pour travailler.

### Vienne
Dans le gau du Grand-Vienne (de), le premier Gauleiter et gouverneur est Odilo Globocnik (avant qu'il soit nommé chef de la SS et de la police en Pologne, voir Aktion Reinhard), suivi par Josef Bürckel puis Baldur von Schirach de 1940 à 1945. En juin 1938, la ville est découpée en neuf, puis dix districts, 436 Ortsgruppen, 2470 Zellen et 14254 Blocks ; en bas de l'échelle, les Blockwarten surveillent entre 30 et 40 personnes. En octobre, les communes périphériques sont intégrées au Grand-Vienne, le gau atteint alors 1.224 km².
Heydrich, chef du SD fait saisir l'hôtel Metropol et y installe le siège de la Gestapo. Avec 900 fonctionnaires autrichiens dirigés par des officiers allemands, la Gestapo de Vienne rejoint en taille celle de Prague.
Le sort des Juifs autrichiens se joue en deux étapes : ils sont d'abord l'objet d'humiliations, souvent déclenchées spontanément par leurs voisins, ou par la foule ; puis viennent de façon systématique, organisée, les pillages, les expulsions et les assassinats : à cette période, Adolf Eichmann officie à la section du SD de Vienne et prend en charge les affaires juives ; à ce titre, il organise l'« émigration forcée », en fait l'expulsion, des Juifs d'Autriche. Des 200 000 Juifs vivant à Vienne en 1938, il n'en reste plus quelques douzaines en avril 1945.
Dans les derniers mois de la guerre, la ville est lourdement bombardée, puis prise par les Soviétiques lors de l'offensive Vienne en avril 1945. Theodor Körner, plusieurs fois emprisonné par les nazis et futur président de la république, devient maire de Vienne.
Des installations et bâtiments érigés à Vienne sous le régime nazi ne subsistent que six tours de DCA, le port pétrolier et le port céréalier sur le Danube.

### Carinthie
La prise du pouvoir en Carinthie est achevée dès début mars 1938, y compris au niveau communal. Le parti nazi y est fortement implanté, avec 6,5% de la population autrichienne, la Carinthie représente 7,2% des militants de tout le NSDAP.
Après la conquête de la Yougoslavie en 1941, les autorités prévoient d'expulser les Slovènes de Carinthie et de les déporter dans la région de Lublin, soit 20 000 à 50 000 personnes. Mais en raison des aléas de la guerre, des protestations internes et d'une guerre de partisans qui s'amorce, le projet ne fut que partiellement mené : en avril 1942, 1 075 paysans slovènes sont chassés de leurs fermes et déportés dans le Altreich, et leur fils sont enrôlés de force dans la Wehrmacht. Leurs exploitations agricoles sont données à des Volksdeutsche d'Europe de l'Est déplacés dans le Reich.
Cette politique anti-slovène donne naissance à une guerre de partisans. En avril 1941, un front de libération slovène est fondé, Osvobodilna fronta. Ses combattants sont actifs dans le sud de la Carinthie : ils connaissent parfaitement cette région montagneuse peu habitée et peuvent compter sur le soutien discret de la population. Pour les combattre, les forces mobilisées sont conséquentes, en 1944-45, on dénombre environ 15 000 soldats déployés dans la région. Pendant toute la guerre, la résistance slovène perd environ 500 hommes. Cette guerre de maquis constitue le seul mouvement armé ininterrompu et organisé de résistance contre le nazisme dans tout le Reich allemand.
Le régime nazi fait 2 400 autres victimes dans le gau : handicapés, Juifs, résistants, tsiganes. Le camp de concentration de Loïbl et le camp de Klagenfurt-Lendorf sont des camps annexes (Außenlager) du camp de concentration de Mauthausen. En tout, 62 000 prisonniers et civils sont soumis au travail forcé dans le gau de Carinthie.
La région de Klagenfurt et le nœud de communication de Villach sont les cibles des bombardements alliés à partir de 1944. Avec Wiener Neustadt, Villach est la ville la plus durement touchée d'Autriche, le reste de la région est épargné, car les Alliés y pénètrent alors que le cessez-le-feu a déjà été prononcé.
Le 7 mai 1945, les représentants de partis démocratiques prennent le contrôle de l'administration du Gauleiter Friedrich Rainer. Le 8 mai, les troupes britanniques entrent dans Klagenfurt, suivies de troupes yougoslaves qui veulent mettre en œuvre le rattachement d'une partie de la Carinthie à la Yougoslavie. Sous la pression des Britanniques et des Soviétiques, les Yougoslaves doivent évacuer début mai, mais l'opération traîne et des civils sont abattus lors de leur retraite.

### Basse-Autriche (Bas-Danube)
Le Gauleiter est Hugo Jury. Le siège administratif reste à Vienne, mais le Gauleiter est basé à Krems. Outre la partie nord du Burgenland, le gau hérite également, à la suite des accords de Munich, de territoires majoritairement germanophones de Moravie-du-Sud appartenant à la Tchécoslovaquie et annexés par le Reich, notamment les villes de Znaïm et Mikulov.
À l'est de Schwechat, un aérodrome est construit par la Luftwaffe, qui deviendra plus tard l'aéroport de Vienne-Schwechat.
Le village de Döllersheim, lieu de naissance d'Alois Hitler dans le Waldviertel, et 40 communes environnantes sont vidées de leurs habitants pour construire le plus grand terrain d'essai militaire de la Wehrmacht. Au cours de la guerre, le terrain sert de zone de rassemblement pour les troupes qui partent combattre sur le front de l'Est, on y stocke aussi les biens pillés dans les pays envahis, et on y installe un camp de prisonniers de guerre.
Vers la fin de la guerre, en raison de sa position stratégique, le gau concentre une industrie lourde (aéronautique notamment) et des camps de travailleurs forcés y sont construits. La région voit aussi se dérouler la dernière bataille de la guerre, l'Offensive Vienne.

### Haute-Autriche (Haut-Danube)

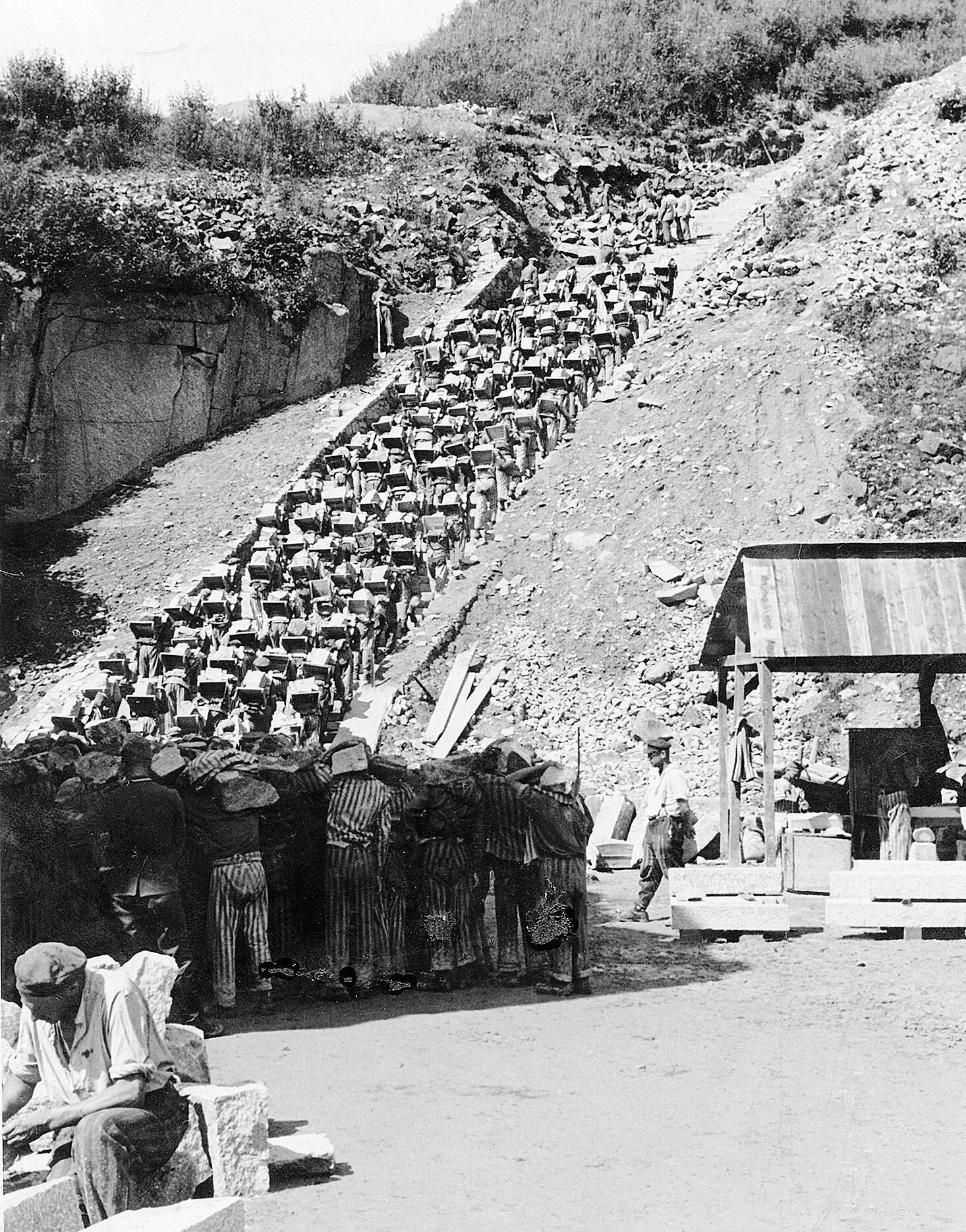
Au camp de Mauthausen, les prisonniers sont contraints à la fin de leur journée de travail, de porter un lourd bloc de pierre sur le chemin escapé du retour au camp.

Le 14 mars 1938, August Eigruber, déjà Gauleiter de Haute-Autriche, prend son poste de Landeshauptmann. Le 12 avril, il est nommé Reichsstatthalter du Haut-Danube. À la fin de la guerre, Eigruber sera arrêté, jugé par le tribunal militaire de Dachau et condamné à mort pour crimes de guerre commis au camp de concentration de Mauthausen. Ce camp de concentration est mis en place quelques semaines après la prise de pouvoir par les nazis. À la différence d'autres camps de concentration dans l'« Altreich » ou des camps d'extermination dissimulés dans les épaisses forêts de Pologne, celui de Mauthausen est édifié sur la crête d'une colline, volontairement mis en valeur, signe de menace et affirmation du pouvoir nazi. Il reçoit comme camp annexe le camp de concentration d'Ebensee ouvert en 1943, destiné à exploiter des prisonniers à la construction d'usines d'armement souterraines. Par ailleurs, à l'ouest de Linz se trouve le centre de mise à mort de Hartheim où sont assassinés des handicapés dans le cadre de l'Aktion T4, puis des prisonniers des camps lors de l'Aktion 14f13.

#### Linz, «ville filleule du Führer»
Hitler a suivi ses études secondaires à Linz de 1900 à 1903, à l'époque où sa famille habite à Leonding. Il y vit quelques années, à partir de 1905, avec sa mère (le père, Alois, est mort en 1903). Il y dessine déjà des esquisses de bâtiments, de monuments et ébauche une réorganisation de la ville. Hitler la désigne par un titre honorifique, ville filleule du Führer : ce n'est pas seulement la ville où il souhaite être inhumé, mais surtout il veut la remodeler de fond en comble afin d'en faire une métropole du Danube qui surpasse Vienne et Budapest (Linz doit devenir le « Budapest allemand »).

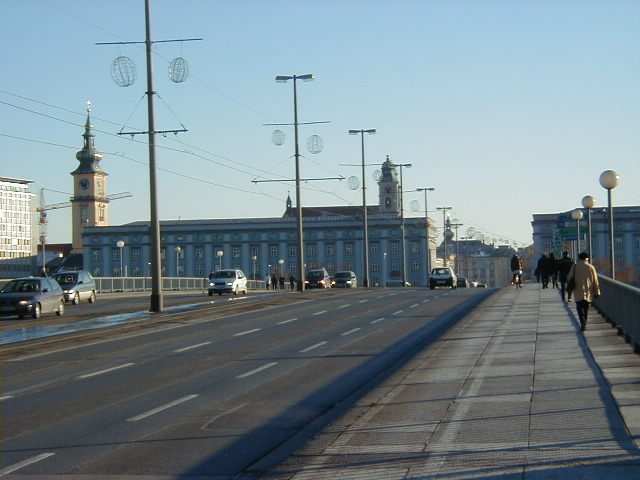
Le pont Niebelungen à Linz, « ville filleule du Führer ».

Il prévoit toute une série de bâtiments énormes (bibliothèque, théâtre...), une avenue immense, et veut y installer un gigantesque musée, le Führermuseum, qui comprendrait la plus grande galerie d'art et de peinture du monde et dont les œuvres proviendraient de toutes les collections du Reich, mais aussi du pillage des collections dans les pays envahis et de la spoliation des collectionneurs juifs. Hitler gardera plans et maquettes avec lui jusque dans son bunker de Berlin, mais rien ne sera réalisé, la totalité des dépenses allant à l'effort de guerre.
Linz était aussi destinée à devenir le point fort de l'industrie lourde allemande : en mai 1938 est créé l'ensemble d'aciéries Reichswerke AG für Erzbergbau und Eisenhütten Hermann Göring du conglomérat du même nom que Göring inaugure le 13 mai.

### Salzbourg
Le gau connaîtra deux Gauleiter : Friedrich Rainer de 1940 à 1941, puis Gustav Adolf Scheel de 1941 à 1945. Des institutions supra-régionales sont basées à Salzbourg : le Gauleiter est en même temps Reichsverteidigungskommissar (chargé de la défense civile) de la 18e région militaire, chef supérieur de la SS et de la Police et chef de la section SS Alpenland.
Malgré des résistances et une tentative de conciliation avec le nouveau pouvoir, l'église catholique fortement implantée dans la région perd de nombreuses prérogatives ; l'enseignement catholique, comme dans le reste de l'Autriche, est interdit et une partie des biens ecclésiastiques sont confisqués. Sur le plan culturel, les nazis veulent libérer Salzbourg des influences « cléricales et juives » : ainsi, le secrétaire à l'Éducation Karl Springenschmid organise un autodafé le 30 avril 1938 sur la Residenzplatz. La communauté juive de Salzbourg compte en 1938 environ 200 personnes dont beaucoup fuient après l'Anschluss. Pendant la nuit de Cristal, la synagogue est détruite, les magasins des Juifs sont dévastés ou expropriés, et tous les hommes juifs de la ville sont emprisonnés. Le Gauleiter Rainer déclare à la suite du pogrom que la ville est « lavée des Juifs » (judenrein).
Le Festival de Salzbourg continue à avoir lieu sous la période nazie, mais est interdit par Goebbels, comme tous les autres grands spectacles, après le complot du 20 juillet 1944. Le manque d'artistes de valeur, émigrés ou refusant de collaborer, entraîne une baisse d'influence du festival.
Le 21 mars 1938, Hitler en personne inaugure l'autoroute Salzbourg-Linz dans une mise en scène soigneusement étudiée. Mais des 300 kilomètres initialement prévus, seule une portion de 17 kilomètres est réalisée, sur un site où le paysage se prête à la photographie de propagande.
Les bombardements de 1944-1945 touchent principalement la gare, le centre-ville et quelques localités environnantes. La capitale du Land est prise le 4 mai par les troupes américaines qui y entrent sans combattre.

### Styrie
En Styrie, particulièrement à Graz, ont lieu dans les semaines précédant le 12 mars 1938 toute une série d'événements et de manifestations orchestrés par les militants du NSDAP qui exigent un changement du pouvoir et l'« Anschluss », et où des sympathisants du camp opposés sont violemment agressés. Quand le 11 mars, le gouvernement de Schuschnigg commence à montrer des signes de faiblesse, les nationaux-socialistes s'emparent du pouvoir en Styrie avant même l'entrée des troupes allemandes.
Les matières premières et les zones industrielles sont rapidement intégrées dans le Plan de quatre ans, le programme nazi d'armement, notamment les richesses minières des Eisenerzer Alpen et les unités de production entre la Mürz et la Mur. Là aussi on emploie massivement des travailleurs forcés et des prisonniers de guerre : entre 1939 et 1944, on passe de 1700 travailleurs dans les mines à 4514 travailleurs forcés et 1871 prisonniers de guerre. Ceux qui tombent malade sont envoyés au camp de concentration de Mauthausen qui gère aussi le camp annexe K-L. Eisenerz. Parmi les travailleurs forcés amenés en Styrie, 80% viennent de Slovénie dont le territoire nord est devenu une division territoriale nazie, le CdZ-Gebiet Marche de Basse-Styrie, contrôlé par le Gauleiter de Styrie Sigfried Uiberreither et destiné à être germanisé.
À la fin de la guerre, des groupes de partisans se forment autour de Leoben et dans le massif montagneux du Koralpe et entretiennent des contacts avec les partisans yougoslaves.

#### Graz, ville du «soulèvement populaire»
Le 24 février, avant l'Anschluss et alors que le NSDAP est toujours interdit, des militants nazis parviennent, avec l'accord du maire de Graz, à accrocher le drapeau à croix gammée sur la mairie, ce qui vaudra à la ville le titre de « bastion du national-socialisme ». Les étudiants des universités de Graz participent aux manifestations et sont nombreux à rejoindre les SA et les SS. Ils saluent l'annexion et propose qu'on renomme l'université en Adolf-Hitler-Universität, qu'il conçoivent comme le poste avancé de la science allemande au sud-est du Reich, « la pionnière de la germanité » et le « rempart contre le danger venant de l'Est ».
Immédiatement après la prise du pouvoir, les représentants des partis d'opposition sont arrêtés. 2 400 habitants, considérés comme Juifs selon les lois de Nuremberg, sont expropriés, contraint à l'émigration ou emmenés à Vienne. Leur salle de cérémonie et leur synagogue sont détruites en novembre 1938, et en mars 1940, la ville est dite « lavée des Juifs ». Le 25 juillet 1938 a eu lieu une cérémonie en mémoire des putschistes de 1934, lors de laquelle Hitler décerne à la ville le titre de « ville du soulèvement populaire ».

### Tyrol-Vorarlberg
Le Tyrol autrichien et le Vorarlberg fusionnent en avril 1938 pour former le Reichsgau Tirol-Vorarlberg (en). Le NSDAP organise le gau en 10 kreise, 813 zellen et 4821 blocks. Le Gauleiter est Franz Hofer qui siège à Innsbruck. En 1942, le gau compte 70 348 adhérents au NSDAP, et est celui qui compte le plus d'adhérents rapporté à sa population.
En mars 1938, les enfants juifs sont exclus des écoles, les autorisations d'exercer pour les artisans juifs sont retirées, les baux des magasins juifs sont annulés et transférés à des « ariens ». Pendant la Nuit de cristal, la plupart des dirigeants de la communauté juive d'Innsbruck sont assassinés, la salle de prière de la Sillgasse est détruite. En 1939, l'ensemble des Juifs du gau ont fui ou ont été expulsés.
Après l'armistice de Cassibile, le gau devient la Zone d'opérations Alpenvorland — les troupes allemandes occupent alors le Sud-Tyrol, sous les ordres du Gauleiter Hofer, mais le Sud-Tyrol n'est pas annexé.

## Annexion économique
Le Reich allemand prend possession de tous les actifs de l'État autrichien. Les importantes réserves d'or d'un montant de 2,7 milliards de Schillings, soit 1,4 milliard de Reichsmarks, sont transférées de la Banque nationale d'Autriche à la Reichsbank à Berlin. Elles représentent 18 fois les réserves en devises (77 millions de Reichsmarks) que Hjalmar Schacht a mis à disposition du gouvernement allemand pour ses dépenses. Les réserves d'or et les devises étrangères déposées par l'Autriche à la Banque d'Angleterre sont sans plus attendre remises à Berlin par le gouverneur Montagu Norman.
Avec l'introduction du Reichsmark, le Schilling autrichien est échangé à un taux de 1,5 Shilling pour 1 Reichsmark ; le choix de ce taux de change ne correspond pas à la valeur respective des deux monnaies, mais est uniquement fait pour faciliter la reprise des actifs autrichiens par le gouvernement et les entreprises du Reich. Les conseils d'administration des grandes sociétés, des banques, des compagnies d'assurance et d'autres entreprises sont peu à peu occupés par des fidèles au régime et évidemment « arianisés ». Les entreprises appartenant à des Juifs sont aussitôt placées sous administration provisoire et confisquées ; les cadres juifs sont immédiatement licenciés.
L'intégration de l'économie autrichienne dans le Plan de quatre ans commence le 12 mars 1938, immédiatement après l'Anschluss. Sur les 21 banques du pays, six sont liquidées et les cinq plus grandes sont fusionnées dans des établissements bancaires de l'Altreich.
Un nombre considérable d'entreprises autrichiennes passent dans le giron de groupes allemands, sous la pression politique et souvent avec le soutien des établissements financiers intégrées dans le système bancaire du Reich. Cela a pour conséquence que la part des entreprises allemandes dans le capital des entreprises autrichiennes passe de 9 % en 1938 à 57 % à la fin de la guerre. L'incorporation des entreprises autrichiennes dans les groupes allemands donne lieu à des luttes de pouvoir intenses, comme lors de la prise de contrôle de la Creditanstalt-Bankverein (CA-BV) par la Deutsche Bank et la Dresdner Bank, et la lutte pour la prise de contrôle d'Alpine Montan AG entre VESTAG et les Hermann-Göring-Werke.
Pour de nombreux Autrichiens, la réorganisation de l'économie entraîne l'amélioration d'une situation auparavant précaire. De nouveaux emplois sont créés dans l'agriculture et l'industrie, dans des projets de grande envergure comme les Hermann-Göring-Werke près de Linz (aujourd'hui Voestalpine) et au chantier naval de Linz (aujourd'hui ÖSWAG, fondé le 24 juin 1938). Cependant, la construction de l'autoroute et la construction de la centrale électrique de Kaprun (de) n'ont pas eu d'impact significatif, la première consistant en quelques kilomètres près de Salzbourg uniquement construits pour les films de propagande, et Kaprun n'ayant jamais dépassé le stade du prélèvement d'échantillons de roche et le début du chantier sous le Troisième Reich.
L'exclusion systématique des citoyens juifs de la vie économique et de la fonction publique contribue grandement à la création d'emplois. Moins d'un an après l'Anschluss, le chômage est pratiquement inexistant. Environ 100 000 travailleurs, particulièrement des travailleurs qualifiés, sont envoyés de force dans l'Altreich. Les jeunes hommes doivent entrer dans le Reichsarbeitsdienst et n'intègrent donc pas les statistiques de demandeurs d'emploi. Avec le déclenchement de la guerre, ils sont enrôlés dans la Wehrmacht, les filles intégrant, elles, le BDM pour travailler dans l'agriculture.
L'ensemble des mesures économiques prises par le Reich sont conformes aux plans de réarmement de l'Allemagne. Les critiques qui ont pu être émises sur ce réarmement sont criminalisées par la police secrète, et jugulées avant qu'elles n'atteignent jamais l'opinion publique. Les projets de guerre d'Hitler ne sont alors connus que de quelques initiés.

## Crimes d'État

### Spoliation
Après le 11 mars 1938 débute une vague « d'aryanisation sauvage » dans toute l'Autriche. Les biens des Juifs autrichiens sont pillés par des « escouades de réquisition » formées spontanément, composées de civils portant brassard à croix gammée et des membres des SA. Les entreprises et les appartements sont confisqués sur des motifs futiles, ou simplement repris après que les propriétaires juifs en ont été chassés. Ces confiscations prennent une telle ampleur que le gouvernement du Reich finit par les interdire et n'autorise que des expropriations conformes aux lois. Cela ne fait aucune différence pour les victimes : les confiscations organisées par l'État et les ventes forcées à des prix bas, dont les montants sont déposés sur des comptes bloqués non accessibles au propriétaire, permettent le déroulement sans faille du vol organisé des biens d'Autrichiens juifs et d'opposants au régime : le régime en tire profit, et l'État peut mettre en place son contrôle là où il s'agit d'entreprises d'importance nationale.
Dans le cadre de l'« aryanisation », entre le 10 août 1938 et fin mai 1939, environ 1 700 véhicules à moteur et 44 000 appartements sont confisqués. Les biens mobiliers, allant des articles ménagers aux œuvres d'art, sont vendus à un prix libre ou aux enchères dans des maisons de vente. Le Dorotheum joue un rôle de premier plan dans ce trafic. Des objets particulièrement précieux comme les œuvres d'art, sont pour la plupart remis à des musées ou à des universités, mais il n'est pas rare qu'ils soient achetés à bas prix par des particuliers proches du régime ou par des fonctionnaires nazis. La communauté juive viennoise se voit forcée de payer un demi-million de Reichsmarks en guise d'« expiation » pour financer le référendum prévu par Schuschnigg. Cette somme, comme tous les produits financiers tirés de l' « aryanisation », est immédiatement transférée à Berlin.
Les citoyens juifs qui réussissent à émigrer dans un pays prêt à accueillir les réfugiés juifs et les réfugiés politiques, doivent s'acquitter de sommes énormes : les émigrants doivent payer la « taxe de fuite du Reich » (25 % de leur patrimoine), la « taxe d'émigration », et « taxe d'indemnisation sociale », et sont contraints d'« aryaniser » leurs autres restants, c'est-à-dire de les céder à vil prix à un acheteur aryen. Dans le Völkischer Beobachter, l'organe du parti du NSDAP, on peut lire : « Le Juif doit partir - son pognon reste ici ! ». Les citoyens d'origine juive mais non pratiquants qui possèdent un patrimoine important n'échappent pas à la spoliation, celle-ci est organisée par l'Aktion Gildemeester (de), un institution financière à laquelle ils sont forcés de confier leur patrimoine. Dans certains cas, comme la famille Rothschild, il y a eu chantage avec prise d'otages.
La structure économique du pays s'en trouve profondément transformée. À titre d'exemple, en 1938, 157 pharmacies sont gérées par des Juifs, il n'en reste que trois en février 1939, toutes les autres ont été « aryanisées » en seulement un an. Les grands magasins Herzmansky et Gerngross dans la Mariahilfer Strasse à Vienne, deux des plus grands magasins d'Autriche, sont expropriés, tout comme de nombreuses entreprises et sociétés, et remis à des actionnaires non juifs. En 1940, 18 800 des 25 440 entreprises appartenant à des Juifs en 1938 sont liquidées, banques non comprises. Sur une centaine de banques privées considérées comme appartenant à des Juifs, huit sont « aryanisées » et toutes les autres sont reprises, fermées et dissoutes par des administrateurs temporaires. Les actifs sont directement transférés au régime ou à des sociétés liées.

### Persécution et assassinats

#### Adversaires politiques, intellectuels et artistes
La persécution des opposants politiques, comme celle des Juifs, commence immédiatement après l'Anschluss. En quelques semaines, environ 60 000 personnes sont arrêtées et pour la plupart déportées au camp de concentration de Dachau. La police autrichienne, désormais sous le contrôle de Heinrich Himmler, fait désormais partie de l'appareil de police allemand. Elle dispose de tous les documents compilés par le régime austrofasciste, il est donc aisé pour les nouveaux dirigeants de trouver et d'arrêter les responsables communistes et sociaux-démocrates, dont les partis sont déjà interdits depuis 1934, pour les placer en détention. En plus de ces groupes politiques, sont arrêtés aussi des responsables de l'État de 1934-1938 qui a interdit le NSDAP en Autriche et contraint les nazis à l'illégalité. Sont également poursuivis, mais dans une moindre mesure, des démocrates-chrétiens et des monarchistes.
Parmi les premiers à être déportés à Dachau, on a Leopold Figl, Richard Schmitz et Alfons Gorbach qui ont appartenu au Front patriotique, les sociaux-démocrates Robert Danneberg (tué en 1942 à Auschwitz), Franz Olah (en), Käthe Leichter (tuée à Ravensbrück), et Karl Seitz, et le communiste Franz Koritschoner, émigré en 1929 en Union soviétique mais victime des purges staliniennes et livré aux Allemand, finalement assassiné au camp d'Auschwitz.
Les écrivains, artistes et scientifiques qui ne partagent pas les vues du régime nazis sont soit persécutés, soit empêchés de travailler normalement. C'est déjà le cas avant les autodafés de 1933 pour des auteurs comme Franz Werfel, Sigmund Freud, Egon Erwin Kisch, Arthur Schnitzler et Stefan Zweig dont les livres sont brûlés. Après l'Anschluss, les artistes et intellectuels d'origine juive sont déportés en grand nombre. Parmi eux, on compte l'acteur Paul Morgan (tué en 1938 à Buchenwald), le dramaturge Jura Soyfer (de) (tué en 1939 à Buchenwald), le cabarettiste Fritz Grünbaum (de) et le librettiste Fritz Löhner-Beda (tué en 1942 à Auschwitz). Le compositeur Robert Stolz, bien que « non-Juif » (Nichtjude) choisit de lui-même l'émigration. L'écrivain Friedrich Torberg, à l'étranger lors de l'annexion, choisit de ne pas retourner en Autriche. Egon Friedell choisit lui le suicide quand deux SA se présentent chez lui pour l'arrêter.
Le neurologue Viktor Frankl survit à plus de deux ans d'emprisonnement (ghetto de Theresienstadt, Auschwitz, KZ 9 près de Türkheim) avant d'être libéré par l'armée américaine. Son père meurt à Theresienstadt, sa mère à Auschwitz et sa femme à Bergen-Belsen. Il relatera ce qu'il a vécu dans son ouvrage Un psychiatre déporté témoigne.

#### Juifs

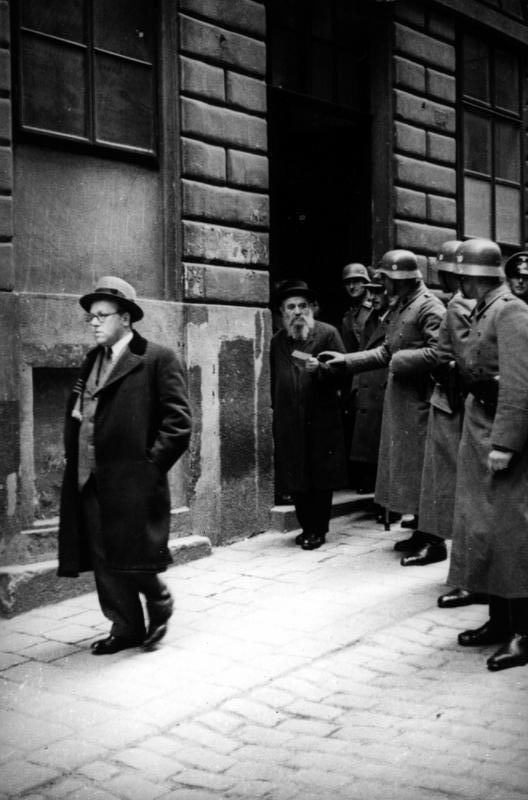
Rafle organisée par des SS dans le bâtiment de la communauté cultuelle juive de Vienne, juste après l'Anschluss en mars 1938.

L'antisémitisme est antérieur à l'Anschluss. Hitler lui-même, arrivé en 1909 à Vienne à l'âge de 20 ans, est influencé à cette époque par les écrits racistes et antisémites de Jörg Lanz von Liebenfels, les polémiques antisémites lancées par des hommes politiques comme Georg Ritter von Schönerer ou le maire de Vienne Karl Lueger. Après la première guerre mondiale, des personnalités de divers partis politiques et de l'Église catholique romaine affichent leur hostilité aux Juifs : ainsi, en 1925, l'évêque Sigismund Waitz parle du « danger mondial d'un judaïsme rapace, usurier et incroyant dont le pouvoir s'est considérablement accru ». Le parti social-chrétien lui s'empare de clichés antisémites quand il fait campagne. À la suite de la crise de 1929, il est de plus en plus question d'un capital juif « voleur » qui s'opposerait à un capital non-juif « créateur de richesses ». L'austrofascisme, à partir de 1934, et son concept politique du Ständestaat catholique repoussent les Juifs à la marge de la société. « N'achetez pas chez les Juifs » est déjà un slogan connu avant l'annexion, même s'il n'a alors que peu d'influence.

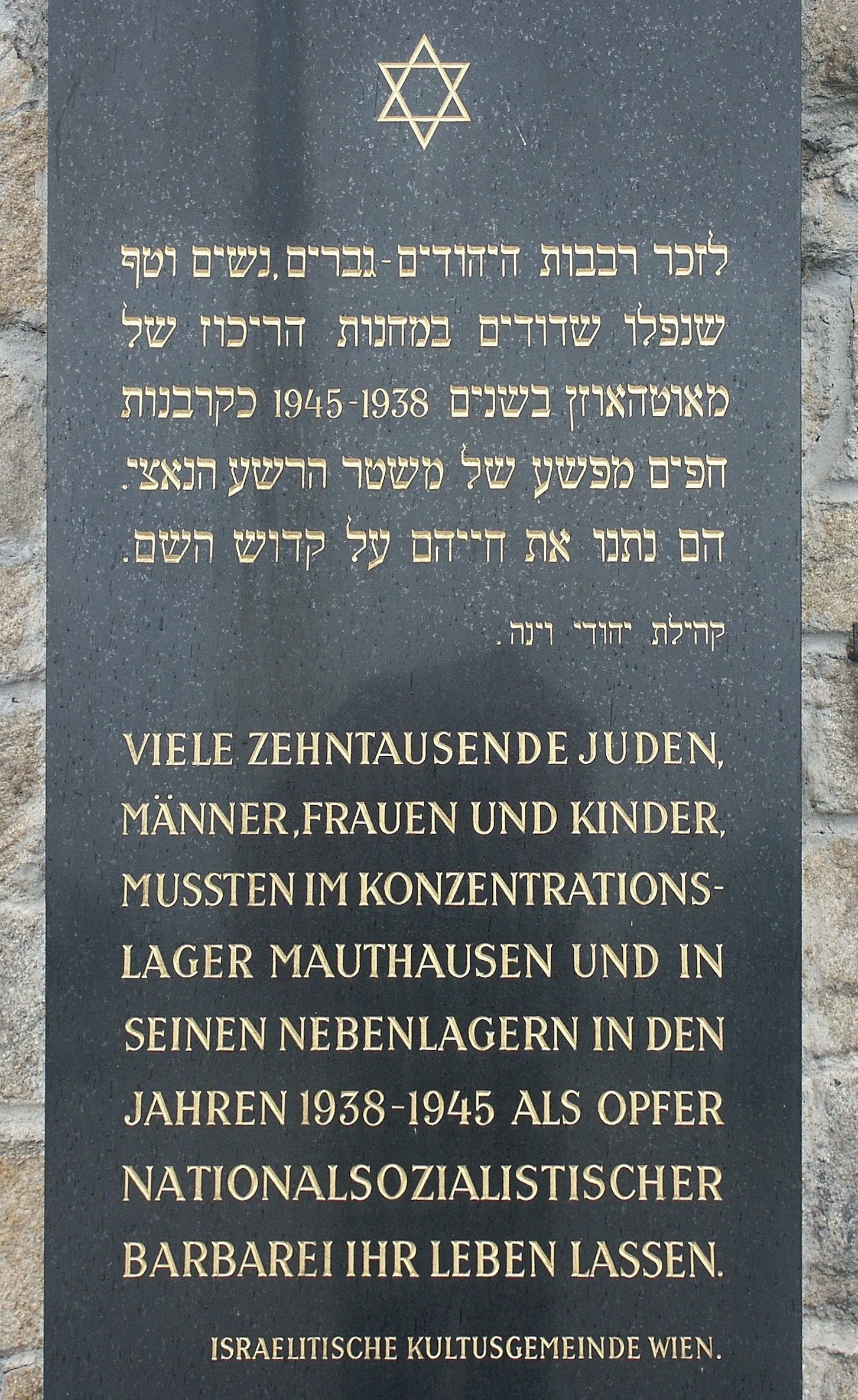
Plaque en mémoire de la communauté juive de Vienne au camp de Mauthausen.

Les lois de Nuremberg entrent en vigueur dans l'Ostmark le 20 mai 1938. Au moment de l'Anschluss, vivent encore en Autriche entre 201 000 et 214 000 citoyens qui, selon ces lois qui transposent l'antisémitisme nazi dans l'appareil législatif du Troisième Reich, sont désormais considérés comme Juifs ou en partie Juifs — cela concerne 100 000 personnes à Vienne. Dans les mois qui suivent l'annexion, les Juifs habitant en province doivent partir pour Vienne, leurs biens sont pillés. Egon Friedell écrit le 11 mars 1938 à Ödön von Horváth : « De toute façon je suis toujours prêt à partir » ; cinq jours après, il se défenestre quand des fonctionnaires de la Gestapo se présentent à son domicile. Beaucoup d'autres, comme lui, feront le choix du suicide.
Lors de la Nuit de Cristal, des actions de terreur et des actes de violence contre les Juifs et les institutions juives sont déclenchés dans tout le Reich, à Vienne, Klagenfurt, Linz, Graz, Salzbourg, Innsbruck et plusieurs villes de Basse-Autriche, par les SA dans les zones rurales et par les SS dans les villes, le tout sur ordre personnel de Joseph Goebbels. 27 personnes sont tuées, dont Richard Berger, président de la communauté religieuse juive d'Innsbruck. Environ 6 500 Juifs sont arrêtés, la moitié est déportée en camp de concentration, notamment à Dachau. Presque toutes les synagogues sont incendiées et les ruines démolies. Le Stadttempel est la seule synagogue à échapper à la destruction, les nazis n'osant pas y mettre le feu en raison de l'imbrication du bâtiment dans des immeubles d'habitation.
Un an après l'Anschluss, on dénombre encore environ 91 000 soi-disant « Juifs à part entière » et 22 000 « métis » (Mischlinge) à Vienne. À partir de 1940, les Juifs encore présents dans l'Ostmark sont déportés en grand nombre vers le camp de concentration de Theresienstadt ou l'un des ghettos de la Pologne occupée. Baldur von Schirach, Gauleiter de Vienne, décrit cette action comme sa « contribution à la culture européenne ». La Shoah coûte la vie à environ 65 500 Autrichiens juifs.

#### Porajmos
Les Tziganes sont, comme les Juifs, considérés comme indésirables par l'idéologie raciste des nazis. Dès 1939, Adolf Eichmann propose de lier la « question tzigane » à la « question juive ».
Dans le Burgenland, on édifie le camp de travaux forcés de Lackenbach (de). Début 1941, 5007 tziganes sont déportés en wagon à bestiaux vers le Ghetto de Łódź, dont la moitié sont des enfants. 2000 viennent du camp de Lackenbach, les autres de Styrie et du District d'Oberwart ; aucun ne survit à la déportation.
Sur les 11 000 Tziganes présents dans l'Ostmark, 86 % sont assassinés.

#### Témoins de Jéhovah et autres groupes
Les Témoins de Jéhovah mais aussi les quakers et d'autres petits groupes religieux sont persécutés et déportés en camp de concentration. Beaucoup, surtout les Témoins de Jéhovah, sont condamnés pour objection de conscience ; des centaines d'entre eux se voient retirer la garde de leurs enfants.

#### Église catholique
Les citoyens pratiquants des grandes communautés religieuses (catholiques romains, protestants) sont en grande partie épargnés pendant l'ère nazie. En revanche, les prêtres qui se prononcent ouvertement contre le régime, participent à la résistance contre celui-ci ou cachent des persécutés dans leurs presbytères courent de grands dangers. Le prince-évêque de Seckau, Ferdinand Stanislaus Pawlikowski, connu pour son rejet du national-socialisme, est le seul évêque à être arrêté après l'annexion ; il n'est relâché qu'avec l'intervention du Vatican. Entre 1938 et 1945, 724 prêtres autrichiens sont arrêtés, 20 meurent en prison ou sont condamnés à mort et exécutés. Plus de 300 prêtres sont expulsés et plus de 1 500 ont interdiction de prêcher.
L'Église catholique se voit sévèrement restreinte dans ses activités sociales, en particulier celles concernant la jeunesse. Près de 200 monastères sont fermés et leurs biens saisis, ainsi que plus de 1400 écoles privées catholiques, maisons et instituts, les biens confisqués. La congrégation des chanoines réguliers de saint Augustin de Klosterneuburg est dissoute pour laisser place à une école Adolf-Hitler. Le Katholische deutsche Reichs-Soldatenbund issu de la Congrégation mariale fondée par l'évêque Pawlikowski (7000 membres en 1935) est dissout, son président le major Franz Heckenast est arrêté et meurt en détention à Buchenwald.
L'Église évangélique d'Autriche, déjà favorable au nationalisme allemand, accueille l'Anschluss sans réserve et n'a guère de problème avec le régime nazi.

#### Homosexuels
Les homosexuels sont qualifiés d'« asociaux » par les nazis et à ce titre sont persécutés et déportés dans des camps de concentration où ils doivent porter le triangle rose. Contrairement à l'Altreich où seule l'homosexualité entre hommes est interdite, le droit autrichien avant 1938 interdit aussi l'homosexualité entre femmes. Ces dispositions sont conservées après l'Anschluss et des femmes lesbiennes également emprisonnées.

#### Handicapés
Ne correspondant pas aux critères nazis de la « race des seigneurs, pure, aryenne et germanique », les handicapés physiques et mentaux sont eux aussi victimes de mesures d'extermination. Dans le cadre de l'Aktion T4, ils sont transportés et tués dans des centres de mise à mort, comme le Centre de mise à mort de Hartheim non loin de Linz, ou bien sont l'objet d'expériences pseudo-médicales dans le centre hospitalier Am Spiegelgrund à Vienne (789 enfants tués) où officie le médecin Heinrich Gross.

### Camps de concentration et centres de mise à mort

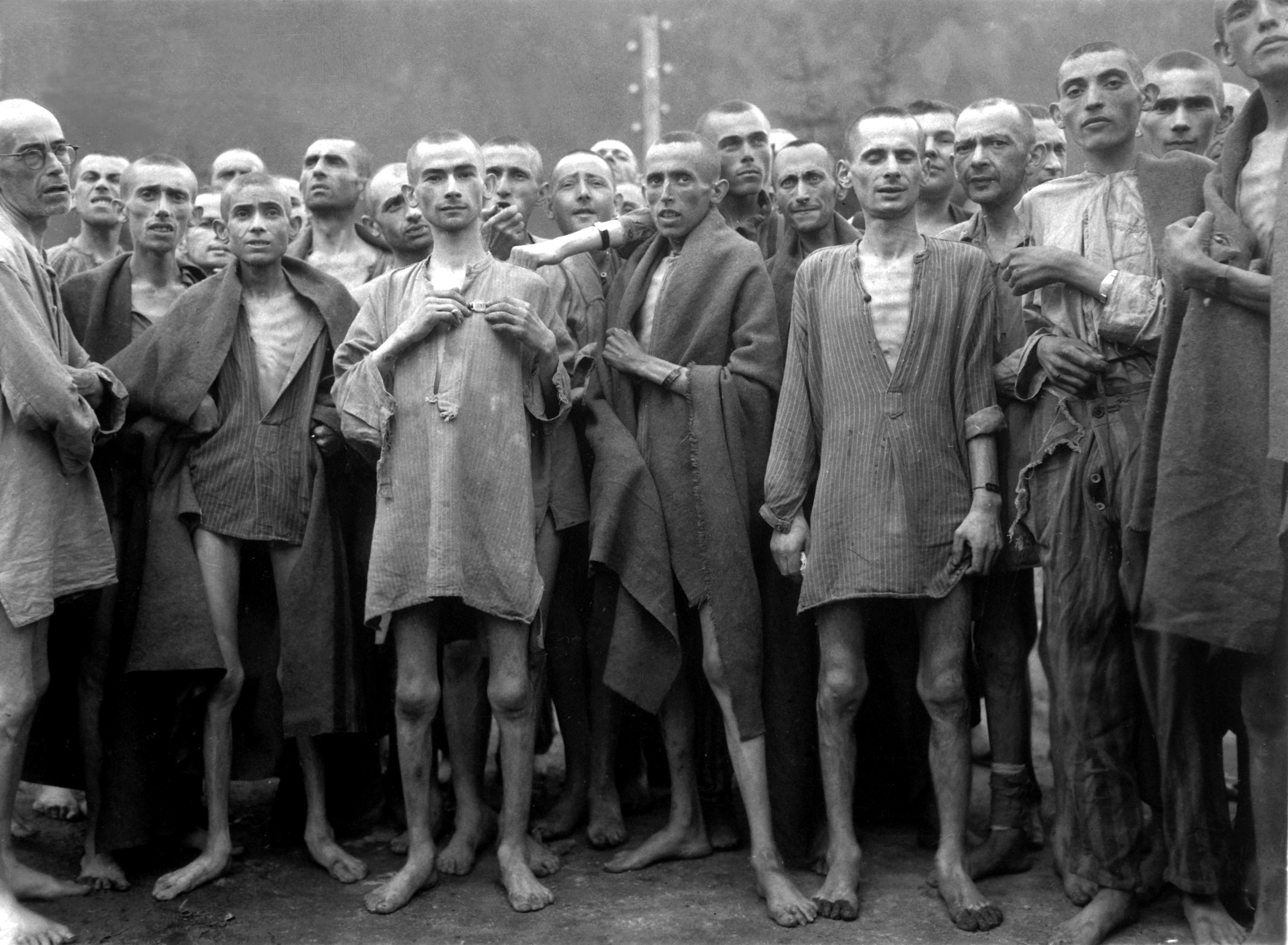
Prisonniers du camp de concentration d'Ebensee après la libération du camp.

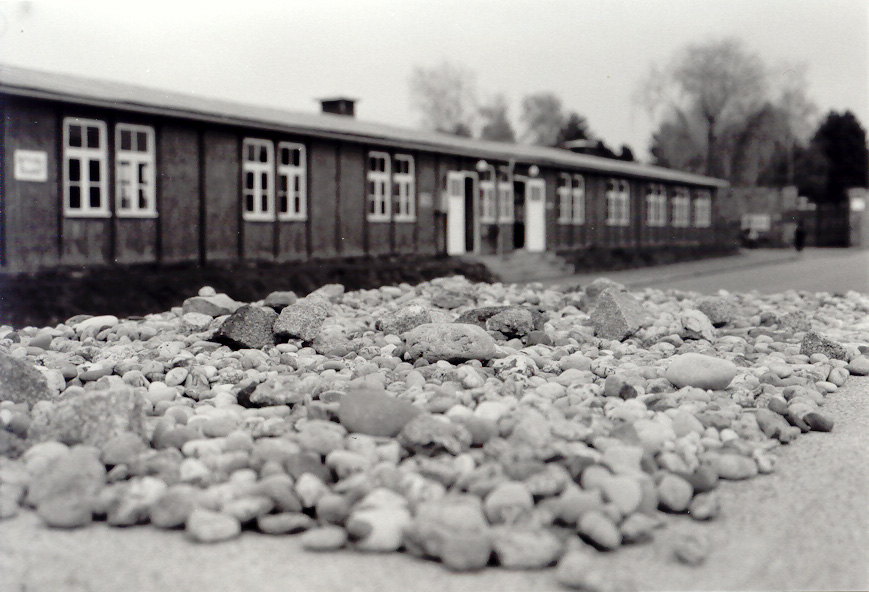
Mémorial au camp de Mauthausen, en 2002.

Le plus grand camp de concentration d'Autriche est celui de Mauthausen, situé à l'est de Linz. Il fait partie du système de camp « double » Mauthausen/Gusen et comprend 49 camps annexes (Bretstein, Redl-Zipf, KZ-Nebenlager Steyr-Münichholz, Ebensee , etc.). Il est mis en place en 1938 par la SS en complément du camp de Dachau et devient un camp autonome en mars 1939. Les détenus doivent y effectuer de lourds travaux dans des conditions inhumaines et on y pratique l'extermination par le travail.
Le 2 février 1945, environ 500 prisonniers, pour la plupart des officiers soviétiques, tentent de s'évader du camp de concentration de Mauthausen. La plupart meurt sous une pluie de balles mais une partie d'entre eux parvient à atteindre les forêts environnantes. Il s'ensuit une traque de trois semaines, décrite par les SS comme la chasse aux lièvres du Mühlviertel. Quelques semaines seulement avant la fin de la guerre, en plus des SS, des SA, et de la gendarmerie, des éléments de la Wehrmacht, du Volkssturm et des Jeunesses hitlériennes et des civils participent à la traque. Quand des détenus sont découverts, ils sont généralement abattus ou tués sur place. Le directeur du camp a ordonné que personne ne doit être ramené vivant. Seuls 11 officiers soviétiques survivent grâce à l'aide de quelques civils.
À partir du 23 novembre 1940, les tziganes sont internés au camp de transit et de travaux forcés de Lackenbach (de), avant d'être déportés dans des camps d'extermination en Pologne ou dans d'autres camps de concentration. Sur 4000 prisonniers passés à Lackenbach, 3000 meurent dans le camp de transit où dans un autre camp où ils ont été envoyés.
D'autres lieux d'extermination existent, comme le Centre de mise à mort de Hartheim où 30 000 personnes handicapées de tout âge, ainsi que des prisonniers de camps de concentration, sont assassinés dans le cadre de l'Aktion T4 et de l'Aktion 14f13 (Sonderbehandlung 14f13), ou dans le centre hospitalier Am Spiegelgrund.

### Travailleurs étrangers et travaux forcés
Durant l'hiver 1939-1940, les préparatifs de la Wehrmacht et l'activité croissante de l'industrie d'armement entraînent une pénurie de main-d'œuvre importante. Des Polonais, des Tchèques et, par le biais de traités entre États, des Slovaques, des Italiens et des Yougoslaves sont employés comme « travailleurs étrangers » dans l'agriculture.
Après l'occupation de la Pologne, pour la première fois des prisonniers de guerre sont contraints au travail forcé. Une liste en date du 31 mars 1941 indique un total de 96 999 prisonniers de guerre utilisés dans les régions militaires XVII et XVIII, principalement dans la construction d'installations industrielles, l'agriculture et l'exploitation forestière. Des hommes, des femmes et des adolescents de 15 ans et plus sont raflés dans les territoires occupés et contraints au travail forcé. Les communes des pays envahis doivent fournir un nombre défini de travailleurs, faute de quoi des fermes ou des villages entiers sont parfois incendiés.
Dans son discours de Posen du 4 octobre 1943, Heinrich Himmler déclare devant des dirigeants SS : « Je me moque complètement de la situation des Russes, de celle des Tchèques. […] Que les autres peuples vivent dans la prospérité ou qu’ils meurent de faim, cela ne m’intéresse que dans la mesure où nous en avons besoin en tant qu’esclaves de notre culture. »
Les conditions de vie et de travail des travailleurs étrangers et des prisonniers de guerre dépendent de leur origine, conformément à l'idéologie raciale national-socialiste. Les « travailleurs occidentaux » (français, italiens, belges, néerlandais) sont mieux traités que ceux venant de Hongrie et d'Europe du Sud-est. Les travailleurs de Pologne, du Protectorat de Bohême-Moravie et d'Union soviétique sont au bas de l'échelle : ils reçoivent les rations alimentaires les plus basses, les pires hébergements et sont les plus isolés de tout contact avec la population locale.

### Autrichiens acteurs du nazisme
Adolf Hitler est né à Braunau am Inn et a grandi en Haute-Autriche, mais il intègre l'infanterie bavaroise lors de la Première Guerre mondiale, renonce à sa citoyenneté autrichienne en 1925 et est depuis le 26 février 1932 citoyen allemand. Il ne considère pas l'Autriche comme un État mais comme une partie du Reich allemand.
Dans les camps de concentration, 8 commandants sur 75 sont autrichiens. Les Autrichiens constituent 40% des gardes des camps, 14% des membres de la SS et la plupart des membres de l'État-major d'Adolf Eichmann, alors qu'ils comptent pour 8% de la population totale du Reich,. Proportionnellement, les Autrichiens sont plus nombreux dans les Einsatzgruppen chargés d'assassiner Juifs et opposants dans les territoires occupés de l'Est . L'historien Bertrand Perz (en) considère que la part de 40% chez les gardes de camps est une évaluation excessive et parle d'une proportion entre 13 et 20%, ce qui reste néanmoins élevé rapporté à la population autrichienne dans le Reich.
En raison du passé de l'Empire austro-hongrois, on impute aux Autrichiens une bonne connaissance des pays de l'Est de l'Europe et des postes à responsabilité leur sont confiés dans camps des territoires envahis : le camp d'extermination de Treblinka est dirigé par Irmfried Eberl et Franz Stangl, celui de Sobibór par Franz Reichleitner et encore Franz Stangl. Les commandants du camp de concentration de Theresienstadt sont les Autrichiens Anton Burger, Karl Rahm et Siegfried Seidl. Amon Göth (le boucher de Plaszow) dirige le camp de Plaszow, Herbert Andorfer (de) le camp de concentration de Sajmište.

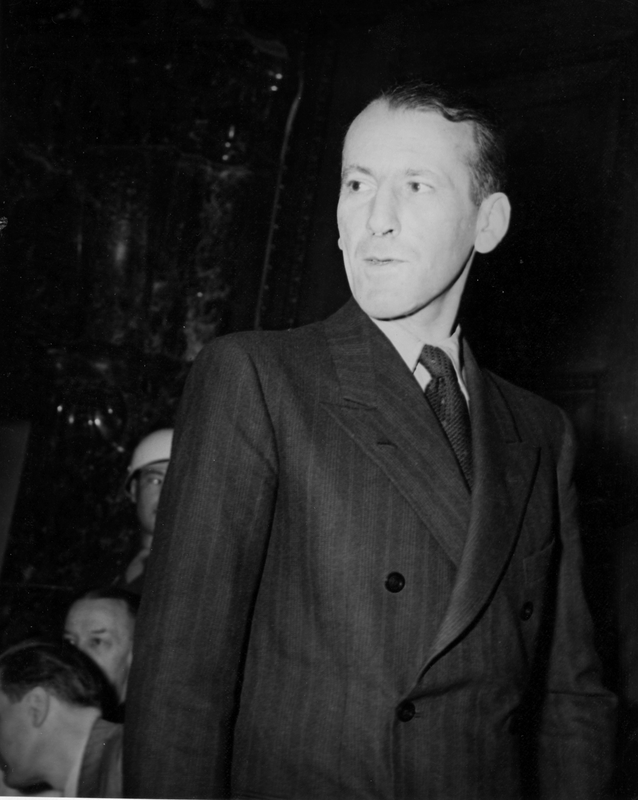
Kaltenbrunner au procès de Nuremberg, 1946.

Parmi les Autrichiens fonctionnaires de la Gestapo, les médecins participant aux programmes de soi-disant « euthanasie », ceux impliqués dans la planification et la mise en œuvre de l'Holocauste, et ceux impliqués dans des opérations de destruction, on peut citer :
- Ernst Kaltenbrunner : entre en 1930 au NSDAP et en 1931 dans la SS ; à partir de 1938 Gruppenführer SS, commandant SS de l'Ostmark ; en 1943, il succède à Reinhard Heydrich comme chef de la Sipo et du SD. Nommé peu après Obergruppenführer SS, général de police et chef du RSHA et de la Gestapo.
- Arthur Seyß-Inquart : en tant que Reichsstatthalter des Pays-Bas, il est responsable de nombre de crimes nazis.
- Odilo Globocnik : entre au NSDAP en 1931, dans la SS en 1932 ; vice-Gauleiter de Carinthie en 1933, chef de la SS et de la police en 1939 en Pologne occupée. Il est à l'origine de l'édification des camps de Belzec, Sobibor, Treblinka et Maïdanek et est l'un des principaux responsables de l'assassinat de millions de polonais juifs dans le cadre de l'Aktion Reinhard.
- August Eigruber : Gauleiter de Haute-Autriche, il a activement participé à la machine de mort nationale-socialiste. Il est condamné à mort au procès de Mauthausen.
- Wolfgang Abel : entré en 1933 au NSDAP, il participe à la stérilisation forcée d'enfants franco-allemands connus sous la dénomination de bâtard de Rhénanie ; en 1934, il est vice-directeur du département d'étude des races de la Deutsche Hochschule für Politik, puis en 1943 dirige l'« institut de biologie raciale ». En 1935, il travaille pour le RuSHA de la SS, un bureau chargé de la recherche sur les « races » et de travailler sur sélection des populations selon des critères raciaux dans les territoires occupés à l'Est. Il est nommé expert en chef auprès du Reichssippenamt, un service du ministère de l'Intérieur du Reich spécialisé dans le certificat d'aryanité, puis en 1940 chef du département de recherche sur les « races » au Kaiser-Wilhelm-Institut. En 1942, il accède à la chaire de biologie raciale, et travaille également pour le Haut-commandement de l'armée de terre.
- Heinrich Gross : médecin, il est impliqué dans la mort de centaines d'enfants handicapés.
- Karl Silberbauer : Oberscharführer SS du SD, il procède à la traque des Juifs dans Amsterdam, et particulièrement à l'arrestation d'Anne Frank et sa famille en 1944.
- les Gauleiter Hugo Jury, Franz Hofer, Tobias Portschy et Friedrich Rainer.
- Alexander Löhr : chef de la Luftflotte 4, il dirige le bombardement de Belgrade du 6 avril 1941 et est le dernier commandant du Groupe d'armées E.
- Siegfried Seidl, Hauptsturmführer SS, en poste au ghetto de Theresienstadt, au camp de Bergen-Belsen et au camp de Mauthausen.

## Résistance
En Autriche, quelque 2 700 membres actifs de la résistance sont victimes de la justice nazie, condamnés et exécutés. Environ 10 000 sont assassinés dans les prisons de la Gestapo. De 1938 à 1945, 600 résistants sont exécutés à la guillotine au tribunal pénal régional de Vienne, d'autres sont fusillés sur le terrain de tir de Kagran. Les corps décapités sont ensuite envoyés à l'Institut d'anatomie de l'Université de Vienne, et les corps enterrées en secret dans des fosses communes au cimetière central de Vienne. À Graz également, à partir d'août 1943, on procède à des exécutions à la guillotine.
« Nous ne mourons pas en criminels, mais en Autrichiens qui aimaient leur patrie et en adversaires de cette guerre, de ce génocide. » écrit Walter Caldonazzi (de), dans une lettre d'adieu avant son exécution le 9 janvier 1945.
Le centre de documentation de la résistance autrichienne évalue à 100 000 le nombre de résistants autrichiens,. La résistance autrichienne est contrainte d'agir de façon isolée, sans l'aide d'un gouvernement en exil et les groupes de résistants sont laissés à eux-mêmes, si l'on excepte les communistes qui entretenaient des contacts avec l'Union soviétique.
Une des caractéristiques de la résistance autrichienne est que les différences idéologiques se sont reflétées dans les formations de groupes de résistants et que l'idée d'une résistance unie, surmontant les dissensions politiques, n'est apparue que fort tard, avec le groupe O5 par exemple en 1944. La plupart des groupes ont en commun d'avoir été infiltrés par des informateurs de la Gestapo ; c'est le cas pour l'officier monarchiste Karl Burian qui prévoit en 1938 un attentat à l'explosif contre l'Hôtel Metropole de la Gestapo, et qui est dénoncé par un de ses camarades, emprisonné et exécuté en 1944. La seule manifestation d'ampleur contre le régime a lieu le 7 octobre 1938 quand 6 000 jeunes catholiques manifestent devant la cathédrale Saint-Étienne de Vienne.

### Partis de gauche
Sociaux-démocrates et communistes doivent, depuis la période austrofasciste agir « illégalement », leurs partis étant interdits. Beaucoup d'entre eux ont d'ailleurs fait de la prison, mais les structures clandestines sont restées en place. Après l'Anschluss et les premières vagues d'arrestations, les militants abandonnent les structures centrales et s'organisent pendant les années 1940-1941 en petits groupes locaux qui ne maintiennent que peu de contacts entre eux pour ne pas se faire repérer. Les tentatives de mettre en place une autorité centrale pour régir les groupes locaux exposent régulièrement ces petites structures aux indicateurs infiltrés par la Gestapo. Un slogan communiste de l'époque est : « Maintenant, le parti, c'est toi ».
Des cheminots et des ouvriers de l'industrie se lancent dans des actes de sabotage. On trouve en outre divers petits groupes dans la tradition de Léon Trotsky : un groupe que la Gestapo nomme la « section tchèque du KPÖ », d'autres influencés par les anarchistes, d'autres encore formés par d'anciens des Brigades internationales. Comparée à la résistance massive des communistes, celle des sociaux-démocrates s'avère assez faible. Alors que le parti communiste sacrifie ses cadres et perd ses militants les plus actifs, les cadres sociaux-démocrates se mettent en retrait et ne font pas parler d'eux. Cependant, dès 1938, nombre de leurs militants sont arrêtés et placés en détention. L'appareil nazi frappe particulièrement ceux d'entre eux d'origine juive, comme le conseiller municipal de Vienne Robert Danneberg.

### Église catholique
Les dirigeants de l'Église catholique en Autriche ont été en relation étroite avec le pouvoir austrofasciste durant la période 1934-1938, et les évêques ont été favorables à l'annexion. Cependant, ils s'aperçoivent vite qu'il ne sera pas possible de coexister comme ils le souhaitaient avec le pouvoir national-socialiste. En plus de la fermeture des écoles confessionnelles, la matière d'enseignement religion devient un enseignement facultatif, laissant place à une intégration des élèves dans les activités des Jeunesses hitlériennes. Le Fonds religieux, système mis en place par Joseph II pour financer l'Église catholique, est supprimé et remplacé par les nazis par un système de contribution des fidèles ; enfin, les procédures du mariage et de divorce passent à l'autorité administrative et sont obligatoires pour tout catholique.
Le 7 octobre 1938, le cardinal Theodor Innitzer appelle les jeunes catholiques à venir prier à la cathédrale Saint-Étienne de Vienne. Environ 6000 jeunes répondent à l'appel et ovationnent le cardinal dont le prêche contient la phrase : « Vous n'avez qu'un seul Führer : Jésus-Christ. ». La prière est suivie d'une manifestation devant le palais archiépiscopal de Vienne situé à proximité. Ces événements sont suivis de nombreuses arrestations, et le lendemain, des membres des Jeunesses hitlériennes saccagent le palais épiscopal, sous l'œil passif de la police. Le 13 octobre, le Gauleiter Josef Bürckel tient un discours devant 200 000 personnes sur la Heldenplatz où il fustige les « prêtres politisés ». Des manifestants y brandissent des banderoles : « Les curetons à la potence », « Innitzer et les Juifs, une même engeance ».

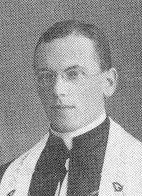
Le vicaire Carl Lampert, exécuté en 1944.

Dès lors, l'Église catholique autrichienne dans son ensemble ne se confrontera plus frontalement avec le régime, et la déportation de la population juive ne donnera lieu à aucune protestation publique ; cependant, les évêques déclarent clairement leur opposition à l'assassinat des handicapés physiques et mentaux. Et s'il faut attendre une lettre des évêques le 19 juin 1943 pour que soit condamné le meurtre d'« êtres humains de race et origine différentes » et affirmée une prise de position « en faveur d'êtres humains innocents », des prêtres ont pourtant, déjà avant cette déclaration, et de façon isolée, résisté activement, parmi lesquels Johann Gruber, Konrad Just, Hermann Kagerer (de), Charles Lampert, Andreas Rieser (de), Matthias Spanlang ou Johann Steinbock (de). Ainsi, des laïcs et des prêtres cachent des persécutés dans des bâtiments ecclésiastiques et leur fournissent aide et soutien ; le prêtre Franz Reinisch lui refuse de prêter allégeance à Hitler et le paye de sa vie ; un autre, Heinrich Maier, se rapproche de groupes de résistants afin d'informer les services de renseignement alliés sur les usines d'armement et la production aéronautique allemande. Certains prêtres sont aussi dénoncés par leurs paroissiens, comme Alois Knecht, curé dans le Vorarlberg, qui dans un prêche du dimanche déclare le 17 septembre 1939 : « La guerre est le plus grand des maux que l'humanité puisse connaître, et pourtant nous voilà à nouveau en guerre » ce qui lui vaut d'être envoyé pour cinq ans en camp de concentration.
Le prêtre viennois Heinrich Maier, le tyrolien Walter Caldonazzi (de) et l'industriel et diplomate Franz Josef Messner (de) sont les fondateurs du groupe de résistance Maier-Messner-Caldonazzi (de) : ce groupe catholique et conservateur sera plus tard qualifié de « peut-être l'action de groupe la plus spectaculaire de la résistance autrichienne » et a joué un rôle politique et militaire significatif,,,. Le but du groupe est d'en finir le plus rapidement possible avec le régime de terreur et de provoquer sa défaite militaire, pour restaurer ensuite une Autriche libre et démocratique. À cette fin, ses membres transmettent aux Alliés des plans de construction confidentielles des missiles V2 et du char Tigre, ainsi que des plans de sites de production d'armement pour faciliter la définition des cibles de bombardements et éviter les victimes civiles.
Parmi d'autres activistes assassinés pour refus de servir les forces armées (Wehrkraftzersetzung), on citera l'objecteur de conscience Franz Jägerstätter, la religieuse Marie Restitute Kafka, les prêtres Jakob Gapp et Otto Neururer, le père Franz Reinisch, la catholique Marie Schönfeld (en) et son frère Franz Schönfeld (de), le vicaire Charles Lampert, et le chanoine régulier de saint Augustin Roman Karl Scholz (en) dont le groupe de résistants comptait à lui seul 200 personnes.

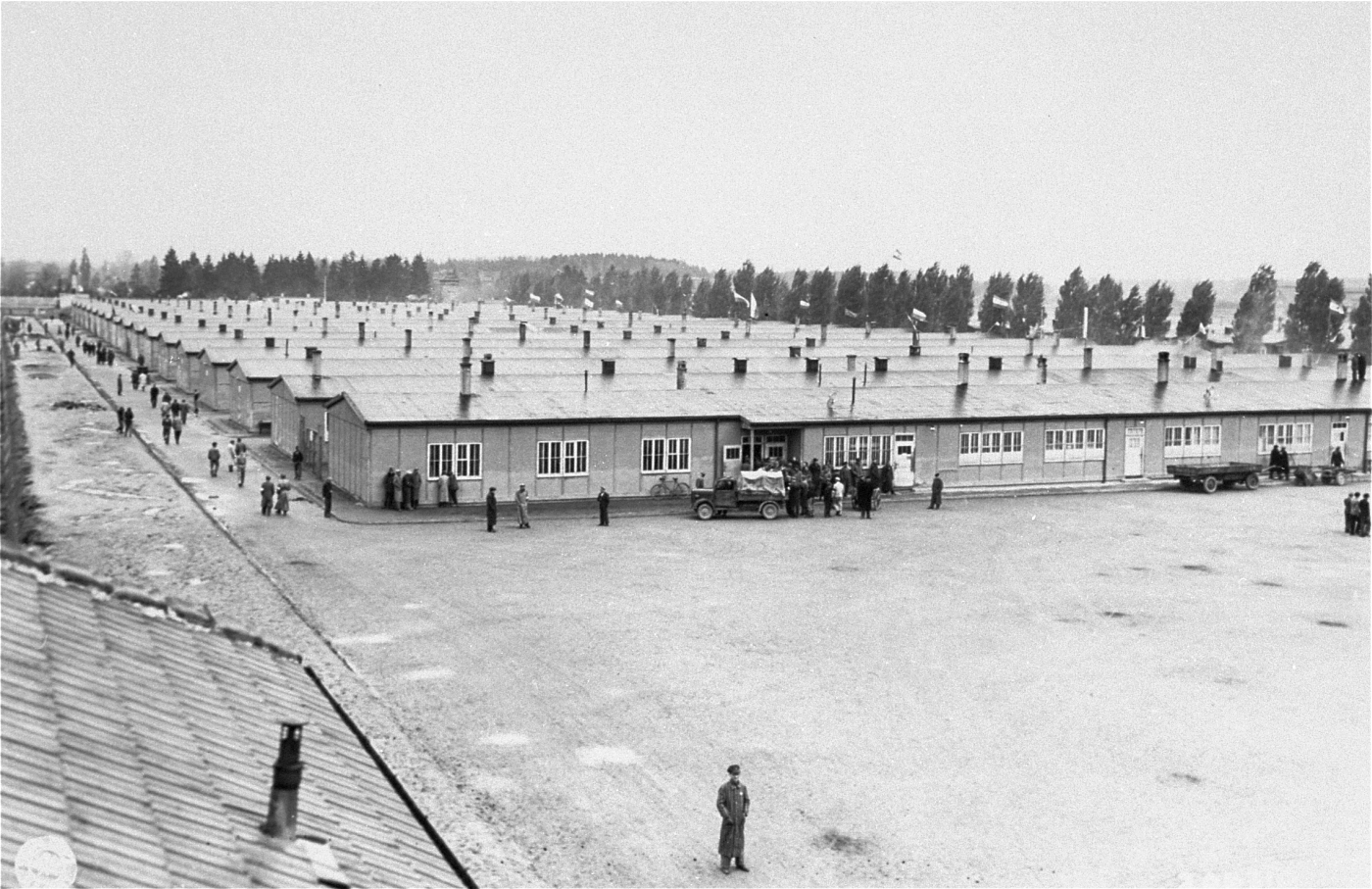
Baraques de prisonniers (Blocks) du camp de Dachau, mai 1945.

Le cardinal Innitzer met en place chez lui un Centre d'aide épiscopal pour chrétiens non aryens afin d'aider les catholiques considérés d'origine juive selon les lois de Nuremberg et les membres d'autres confessions chrétiennes à quitter le Reich allemand en leur obtenant les documents nécessaires et en fournissant conseils juridiques et aide médicale. Ce centre tente aussi de garder le contact le plus longtemps possible avec les personnes internées en camp de concentration. Sur les 23 personnes travaillant pour le centre, douze sont considérés d'origine juive, et huit d'entre elles sont assassinées.
En 1940, la SS met en place au camp de Dachau un baraquement réservé aux prêtres, le Pfarrerblock, ce qui fait de Dachau le lieu d'internement central des ecclésiastiques qui y sont souvent victimes de tortures. S'y ajoutent des violences répétées les visant spécifiquement : ainsi la veille de Noël 1938, sous l'arbre de Noël de l'Appellplatz, on fouette le prélat Ohnmacht ; un Jeudi saint, les gardes SS flagellent le chapelain Andreas Rieser jusqu'à ce que son torse ruisselle de sang et lui ceignent la tête d'une couronne d'épines en fer barbelé ; le Vendredi saint 1940, 60 prêtres sont accrochés à un poteau dans un simulacre de crucifixion. À Buchenwald, les prêtres Martin Spannlang et Otto Neururer sont tués crucifiés, la tête en bas et bâillonnés. En tout, 706 prêtres autrichiens résistants sont emprisonnés, 128 sont internés dans un camp, et entre 20 et 90 sont assassinés en camp de concentration.

### Résistance monarchiste
La Gestapo surveille attentivement les groupes légitimistes dont le but est de renverser le régime nazi au profit d'une restauration des Habsbourg que Hitler déteste tout particulièrement. Otto Habsbourg fait l'objet d'un avis de recherche, ses biens sont saisis sur ordre personnel de Hitler, et ses partisans sont persécutés, notamment le juriste Hans Karl Zeßner-Spitzenberg (de) qui fait partie du premier convoi à destination de Dachau et y meurt le 1er août 1938. Des groupes variés se forment, comme le Comité central monarchiste autour de l'officier Karl Burian, le groupe autour de l'écrivain Wilhelm Hebra et Josef Eder, le Front populaire autrichien autour de Wilhelm Zemljak, des membres du Mouvement de libération de la Grande-Autriche (GÖFB) autour de Jacob Kastelic, le groupe de Johann Müller, Alfred Gruber et Franz Waschnigg, le Parti des travailleurs autrichien de Karl Polly qui vise à instaurer une monarchie sociale, le Front autrichien illégal fidèle à l'empereur (IÖKF) de Leopold Hof ou le Front fidèle à l'Empereur autrichien et antifasciste de Karl Wanner (Cercle Lambert). Déjà entre 1938 et 1940, la Gestapo s'est évertué à détruire des groupes de jeunes résistants légitimistes issus de mouvements de jeunes comme l'Österreichisches Jungvolk ou la Bündische Jugend.
Le groupe autour de Karl Burian (de) est considéré comme particulièrement dangereux par les services de renseignements de la Gestapo. D'abord en raison de ses liens directs avec Otto Habsbourg, ensuite parce que Burian prévoit de s'en prendre directement au bâtiment de la Gestapo de la Morzinplatz. Burian dispose des plans du bâtiment que lui a fourni le propriétaire juif spolié Karl Friedinger et prévoit un attentat à l'explosif. Il est dénoncé par un informateur infiltré, Josef Materna, et lui et son groupe sont arrêtés.
On compte aussi quelques résistants chrétiens monarchistes isolés, tels Franz Schönfeld (de) et sa sœur Marie Schönfeld (en). Beaucoup sont exécutés ; un exemple de la violence des procédés engagés contre eux est la procédure judiciaire lancée contre Marie Eckert, une femme âgée, malade et fragile, que le tribunal condamne à quatre années de prison pour avoir eu dans son portefeuille un feuillet où était inscrit « Nous voulons un empereur par la grâce de Dieu et pas un assassin sanguinaire de Berchtesgaden ».
À la Gestapo de Vienne, Johann Sanitzer (de), connu pour sa brutalité, dirige le service consacré à la résistance légitimiste. À partir de novembre 1943, des procès locaux du Volksgerichtshof sont organisés à Ratisbonne, Salzbourg et Vienne pour juger plus de 300 monarchistes et se soldent par de nombreuses condamnations à mort et des peines de prison. Auparavant, les monarchistes étaient envoyés directement en camp de concentration sans procès ni jugement.
Entre 800 et 1000 monarchistes autrichiens ont été exécutés,.

### Militaires

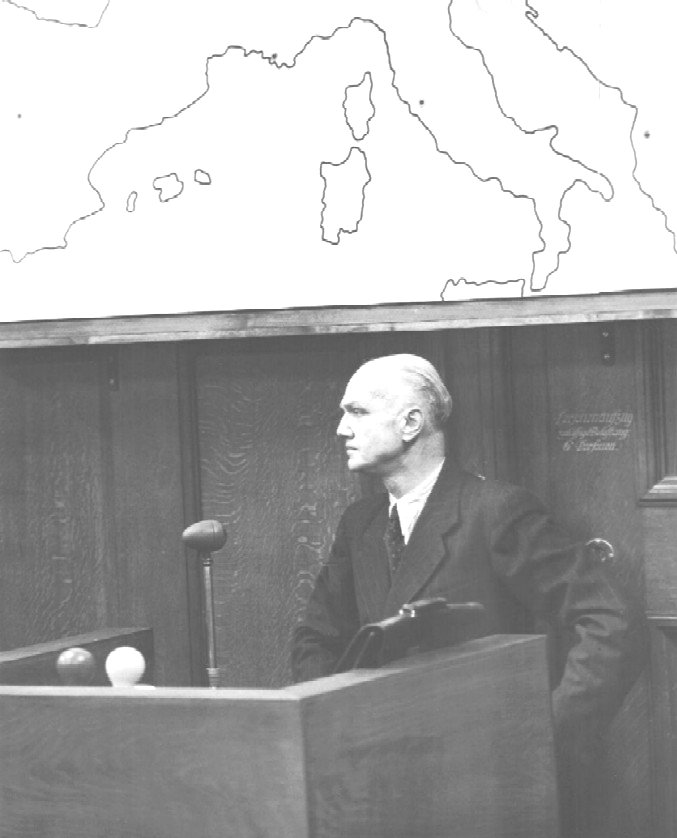
Erwin Lahousen témoigne au Procès de Nuremberg.

Avec l'annexion, l'armée autrichienne est mise au pas. Cependant, 126 soldats et officiers refusent le serment à Hitler et sont immédiatement chassés de l'armée. On soulignera aussi le refus du commandant de l'académie militaire thérésienne, le général de division Rudolf Towarek, de remettre l'académie à la Wehrmacht. Il envoie des gardes avec baïonnette au canon empêcher l'accès de la Wehrmacht au château pendant plusieurs jours. Les représailles sont immédiates : le général Zehner est tué par la Gestapo, douze officiers sont envoyés en camp de concentration (sept y mourront), seize officiers sont envoyés en détention et de nombreux soldats de tous grades sont poussés à se suicider.
Le 7 mars 1943, l'Autrichien Erwin Lahousen et l'amiral Wilhelm Canaris fournissent des explosifs pour tenter de tuer Adolf Hitler au quartier-général du Groupe d'armées Centre à Smolensk. Ceux-ci sont déposés dans l'avion d'Hitler le 13 mars 1943 par Henning von Tresckow et Fabian von Schlabrendorff. Mais la charge n'explose pas, pour des raisons restées inexpliquées. Le 20 juillet 1944, la tentative d'assassinat contre Hitler et la tentative de coup d'État par des officiers de la Wehrmacht et des représentants de l'État échouent, ce qui met fin aux tentatives de la résistance militaire de renverser le régime. Parmi les Autrichiens impliqués, on a Robert Bernardis, lieutenant-colonel, condamné à mort et exécuté le 8 août 1944 par le tribunal populaire de Berlin, le chef d'état-major du district militaire XVII, le colonel Heinrich Kodré (de) (il survit au camp de Mauthausen) et le major Carl Szokoll, qui n'a pas été découvert.
Le soldat Walter Krajnc (de) résiste, lui aussi, mais en France : en décembre 1940, il est enrôlé dans la Wehrmacht et envoyé à Avignon ; là, il prend contact avec la Résistance et lui fournit des informations auxquelles il a accès en tant qu'opérateur radio. Dénoncé, il est arrêté, condamné à mort et exécuté le 29 juillet 1944.
L'Opération Radetzky est une tentative d'un groupe de résistants, dont Carl Szokoll, de remettre la ville de Vienne à l'Armée rouge en avril 1945. Le sergent Ferdinand Käs entre en contact avec le quartier général de l'armée soviétique à Hochwolkersdorf en Basse-Autriche, et transmet les propositions du groupe aux Soviétiques. Mais l'opération est éventée : trois proches de Szokoll, le major Karl Biedermann, le capitaine Alfred Huth et le lieutenant Rudolf Raschke sont arrêtés, jugés par un tribunal SS et pendus le 8 avril 1945.

### Groupes de résistants et partisans
Des groupes divers participent à la formation du Comité national autrichien provisoire. Le plus connu d'entre eux est O5. Parmi les membres les plus connus, on a Fritz Molden (de), journaliste, en exil en Suisse et qui sert de contact avec les renseignements alliés, et Adolf Schärf, futur président fédéral de l'Autriche. Le groupe O5 collaborera entre autres à l'Operation Radetzky.
Plusieurs groupes de partisans sont actifs, notamment depuis 1944, en Styrie et en Carinthie, par exemple à Leoben, Judenburg, Selzthal, Gailtal et Karavanken, et opèrent par petits raids sur des unités de la SS et de la Feldgendarmerie. Ils organisent ou facilitent aussi l'évasion de travailleurs forcés étrangers. Les groupes de partisans du sud de la Carinthie, composés principalement de Slovènes de Carinthie, agissent au-delà des frontières et se concertent avec les partisans yougoslaves, aux côtés desquels un Bataillon de la liberté autrichien se bat contre l'occupant allemand à partir de novembre 1944. Ces actions contraignent le régime nazi à déployer des effectifs importants à l'intérieur des terres plutôt qu'au front.
D'autres luttent à leur façon, de manière isolée : la juriste Ella Lingens qui cache des Juifs chez elle, le compositeur Gottfried von Einem qui sauve la vie du musicien juif Konrad Latte, et le militant communiste Hermann Langbein sont reconnus par Yad Vashem comme Juste parmi les nations.

## Autrichiens en exil
Ceux qui ont vu venir la catastrophe ont émigré avant le 12 mars 1938. Soit pour sauver leur vie, soit pour survivre économiquement, ou encore pour ne pas vivre sous la dictature. Lors de l'Anschluss et dans les jours qui suivent, la persécution des Autrichiens juifs et des opposants politiques conduit à fuir beaucoup de ceux qui croyaient auparavant que ce ne serait « pas si grave ». Cependant, le régime nazi met immédiatement en place des contrôles stricts aux frontières et arrête de nombreux migrants dans les trains. Beaucoup d'entre eux parviennent à fuir en Tchécoslovaquie. La Suisse, elle, renforce rapidement ses contrôles aux frontières et il n'est pas rare qu'elle refuse l'entrée sur son territoire. Entre mars et novembre 1938, environ 130 000 personnes réussissent à fuir l'Autriche, que ce soit légalement ou illégalement. Parmi eux, de nombreux artistes et intellectuels : les compositieurs Arnold Schönberg et Hermann Leopoldi (de), les cinéastes Leon Askin, Fritz Lang, Josef von Sternberg et Billy Wilder (né Samuel Wilder), le metteur en scène Max Reinhardt, les cabarettistes Karl Farkas (de), Hugo Wiener et Gerhard Bronner (de), les écrivians Hermann Broch, Anton Kuh (de) et Franz Werfel. Friedrich Torberg, alors à Prague, ne revient pas à Vienne. Robert Musil et Robert Stolz émigrent pour des raisons idéologiques. Erich Fried fuit à Londres avec sa mère après que son père a été tué lors d'un interrogatoire de la Gestapo en mai 1938. Stefan Zweig fuit avec sa femme Charlotte Altmann, passant par Londres, New York, l'Argentine et le Paraguay pour gagner le Brésil, où tous deux se donnent la mort le 22 février 1942, traumatisés par ce qu'est devenue leur « patrie spirituelle, l'Europe ». Nombre de scientifiques et chercheurs quittent également le pays, dont le prix Nobel de médecine en 1936 Otto Loewi, Sigmund Freud, Erwin Schrödinger, Kurt Gödel, Martin Buber, Karl Popper, Lise Meitner et Walter Hollitscher (de). Le futur chancelier autrichien, le social-démocrate Bruno Kreisky trouve asile en Suède : à son retour, il sera l'une des figures marquantes de la Deuxième république. D'autres rejoignent les rangs des Alliés, comme le philosophe Ludwig Wittgenstein qui, établi en Angleterre depuis les années 1930, se porte volontaire pour une équipe de recherche médicale, ou comme le musicien Georg Kreisler, devenu citoyen américain et qui revient en Europe comme soldat. Peu d'émigrés reviennent au pays après la guerre, d'ailleurs, peu d'efforts seront faits pour les y inciter. Finalement, l'émigration sous le nazisme n'est pas seulement une saignée démographique pour l'Autriche, mais elle constitue une perte importante de sa richesse intellectuelle et créatrice.

## Guerre
On estime à 1/10 la proportion d'Autrichiens parmi les principaux officiers de la Wehrmacht, ce qui correspond au rapport de population Altreich/Autriche. Il en va de même dans la Gestapo et la police. Dans les zones occupées de l'Europe du Sud-est, ils sont encore plus présents. Au total, environ 1,25 million d'Autrichiens servent dans la Wehrmacht et la Waffen-SS. La conscription est obligatoire, chercher à y échapper peut être puni de mort.
247 000 Autrichiens meurent au combat ou sont portés disparus. Tous les membres de l'armée et de la police doivent prêter le serment hitlérien depuis mars 1938. Les officiers qui refusent, tout comme les officiers juifs, sont mis à la retraite d'office et sont l'objet de discriminations. Dans la SS, en raison du caractère élitiste et de privilèges parfois spectaculaires (carrière universitaire accélérée, logements), des jeunes hommes se portent initialement volontaires, mais à partir de 1944, on instaure des recrutements forcés en raison d'un engagement insuffisant dans les SS et les Waffen SS.
Pour la population, l'économie de guerre ne tarde pas à avoir des conséquences palpables : dans tout le pays (également en Autriche), le 28 août 1939, soit quatre jours avant le début de la Seconde Guerre mondiale, des bons d'alimentation et des tickets de rationnement pour les carburants sont mis en place afin d'éviter que la population, qui se souvient de l'hiver des rutabagas lors de la Première Guerre mondiale, ne stocke par anticipation.
Si la population, après les premiers succès militaires en Pologne et lors de la bataille de France, est d'abord confiante dans une issue victorieuse et rapide de la guerre, la campagne des Balkans et l'évolution du Front de l'Est suscitent de plus en plus inquiétude et scepticisme. La guerre connaît un tournant avec la bataille de Moscou, la bataille de Koursk et la bataille de Stalingrad, et les annonces de décès s'accumulent dans les colonnes du Völkischer Beobachter, tout comme les récits des soldats en permission venus du front de l'Est. En parallèle s'accroissent les difficultés d'approvisionnement dans l'alimentation, le chauffage et le textile. Les femmes sont, elles, mobilisées pour le Reichsarbeitsdienst, un service de travail obligatoire.
Avec l'opération Husky en Italie et la libération de la France, les opérations militaires se rapprochent de plus en plus de l'Ostmark, qualifiée alors par le pouvoir nazi d'« abri anti-aérien du Reich » étant située jusque là hors de portée des grandes campagnes de bombardement alliées. Avec la déclaration de Moscou en octobre-novembre 1943, l'annexion de l'Autriche est déclarée invalide et frappée de nullité : cette annonce n'est connue que des Autrichiens qui écoutent illégalement les émissions de radio étrangères (désignées par le pouvoir nazi comme des Feindsender, « émetteurs ennemis »).

### Bombardements
L'occupation de la Yougoslavie est suivie d'un bombardement par l'aviation yougoslave le 6 avril 1941, 60 wagons sont détruits dans la gare de fret de Graz. Par la suite, l'Ostmark n'est plus bombardée jusqu'en 1943, principalement en raison des distances trop importantes pour les bombardiers américains et britanniques, c'est d'ailleurs la raison pour laquelle le régime nazi transfère une partie de la production de ses usines d'armement sur le sol autrichien. Cependant, les avancées alliées en Afrique du nord et en Italie réduisent les distances à parcourir pour les bombardiers stratégiques : de l'été 1943 à mi-1944, les alliés ont pour cibles prioritaires les usines d'armement de Vienne, Linz et Steyr. L'OSS transmet aux états-majors alliés les renseignements de groupes de résistants autrichiens, dont celui d'Heinrich Maier : celui-ci veut éviter que les bombardements ne touchent des zones habitées et envoie des schémas décrivant les unités de production à viser,,.
Après les sites de productions d'armement, sont également visés fin 1944 l'industrie pétrolière dans la région de Vienne puis les nœuds ferroviaires de la Deutsche Reichsbahn. À partir du printemps 1945, de nombreuses villes autrichiennes sont également la cible des bombardiers américains. Les centres ferroviaires sont frappés l'un après l'autre, entraînant des destructions importantes dans les zones résidentielles civiles car les bombes sont alors larguées au-dessus de la couverture nuageuse à l'aide d'un nouveau type de radar.
Le 13 août 1943, la 9ème Air Force basée à Bizerte envoie ses B24 sur l'Autriche, avec pour objectif les usines Messerschmitt dans Wiener Neustadt, le bombardement fait officiellement 185 victimes. Une attaque aérienne d'envergure est lancée le 2 novembre 1943 pour frapper la production aéronautique, l'ensemble des infrastructures étant définitivement détruit en avril et en mai 1944. La ville de Wiener Neustadt est particulièrement touchée puisque c'est là que sont produits les missiles V2 et la plupart des Messerschmitt Bf 109 : 29 vagues de bombardements lâchent 55 000 bombes, détruisant 88 % des bâtiments et causant 790 victimes. Les 14 et 19 décembre 1943, c'est au tour de Linz, avec 339 victimes. Jusqu'à la fin de la guerre, les forces alliées s'efforcent également de casser l'approvisionnement des troupes allemandes en bombardant les voies de communication du col du Brenner.
Fin février 1944 a lieu l'opération Argument, dite aussi Big Week dont le but est l'anéantissement des forces aéronautiques allemandes, une partie des cibles vise des sites autrichiens, comme les usines d'aviation et de roulements à billes de Steyr. À la même période, le 17 mars, est lancée une opération d'envergure sur l'agglomération de Vienne, visant notamment le raffinage et des entrepôts : les bombardements durent jusqu'en décembre 1944, endommageant fortement l'Arsenal et la gare Sud, et au passage le musée d'histoire militaire de Vienne. L'année suivante, le 2 février 1945, 60 bombardiers soviétiques entrent dans l'espace aérien de Vienne, action suivie le 12 mars d'un raid américain si destructeur que le Völkischer Beobachter ne publiera pas d'annonces de décès. Au total, on dénombre 53 raids aériens, causant plus de 8700 morts, plus de 6200 bâtiments entièrement détruits, près de 13000 fortement endommagés.
D'autres sites de production sont visés : Graz et ses usines d'armement Steyr-Daimler-Puch (56 raids), Klagenfurt (48 raids), Villach (37 raids), Innsbruck (22 raids), les Flugmotorenwerke Ostmark de Daimler à Schwechat, Zwölfaxing et Hallein, la production de chars à Steyr, les unités de production Hermann-Göring-Werken à St. Valentin, la production de carburants à Moosbierbaum près de Linz, d'autres cibles à Salzbourg (16 raids)…
L'ensemble des bombardements font environ 24 300 victimes civiles ; en incluant les soldats, les populations en fuite, les prisonniers de guerre et les travailleurs forcés, le bilan s'élève à 35 000 morts et 57 000 blessés. Finalement, par rapport à l'Altreich, les raids aériens ont touché beaucoup moins de cibles civiles en Autriche, mais se sont concentrées sur l'industrie d'armement et les moyens de transport, et ont dans l'ensemble préservé les infrastructures. Il n'y a pas eu de bombardements de zones élargies comme à Hambourg, Pforzheim ou Dresde.

### Bataille de Vienne
En mars 1945, l'Armée rouge pénètre en Hongrie dans une région située entre le lac Balaton et le Danube, zone où l'armée allemande a commencé depuis 1944 à édifier le Südostwall (de), une ligne de fortifications devant relier les Carpates blanches au nord à Zagreb au sud, mais qui ne fut jamais achevée. Pour sa construction ont été mobilisés 30 000 Juifs hongrois, dont 13 000 meurent de faim, de maladie, de mauvais traitements ou tout simplement assassinés (massacre de Rechnitz (de), massacre de Deutsch Schützen-Eisenberg). Les 17 000 survivants sont envoyés au camp de Mauthausen.
Pour tenir les positions, le Volkssturm est mobilisé : mais il est composé d'hommes entre 16 et 60 ans, mal armés, sans formation militaire, et, postés dans des fortifications inachevées et incapables de faire face aux soldats soviétiques. Le 29 mars, l'Armée rouge franchit la frontière autrichienne à Klostermarienberg près de Mannersdorf an der Rabnitz, et parvient à Vienne le 6 avril.
Le 2 avril, Hitler a déclaré Vienne Zone de défense, ce qui signifie que le combat doit être mené jusqu'au bout, sans considération de pertes matérielles et humaines. Conformément à l'ordre Néron, toutes les infrastructures doivent être détruites avant de tomber aux mains de l'ennemi.
L'opération Radetzky qui vise à remettre la ville aux Soviétiques afin d'éviter un massacre ne réussit que partiellement, le projet est éventé et trois officiers résistants sont exécutés. Le 13 avril, la ville est tombée, coûtant la vie à 19 000 soldats allemands et 18 000 soldats soviétiques.
Les troupes soviétiques poursuivent leur avancée jusqu'à la région du Weinviertel en Basse-Autriche, jusqu'à la Thaya à l'ouest, l'Erlauf au sud, et jusqu'au col du Semmering. Dans les territoires encore sous contrôle allemand, des unités SS et des fragments de la Wehrmacht se livrent à un massacre de prisonniers au Centre pénitentiaire Stein près de Krems an der Donau, et également de travailleurs forcés. De jeunes soldats, récemment recrutés dans le cadre du Volkssturm, sont fusillés ou pendus quand ils refusent de continuer à participer à un combat sans issue.

### Avancée des alliés occidentaux
Le 28 avril 1945, les troupes US en provenance de Kempten franchissent la frontière et entrent à Vils dans le Tyrol. L'État-major américain s'attend alors à une forte résistance de la forteresse des Alpes dont il s'avère finalement qu'elle n'a été mise en place que très partiellement. Le 29 avril, les troupes françaises franchissent la frontière dans le Vorarlberg à Hohenweiler et à Unterhochsteg, suivies par des unités marocaines de la Légion étrangère le 30 avril, et avancent jusqu'au col de l'Arlberg sans rencontrer de résistance notable, mis à part à Götzis, ce qui reste de la Wehrmacht étant alors disloqué par les désertions.

Après des combats au col de Fern et à la Porta Claudia (en), les troupes américaines entrent dans le Tyrol. Dans l'Ötztal, elles rencontrent un groupe de partisans menés par Wolfgang Pfaundler qui a réussi à prendre le contrôle de la région avant l'arrivée des Alliés.

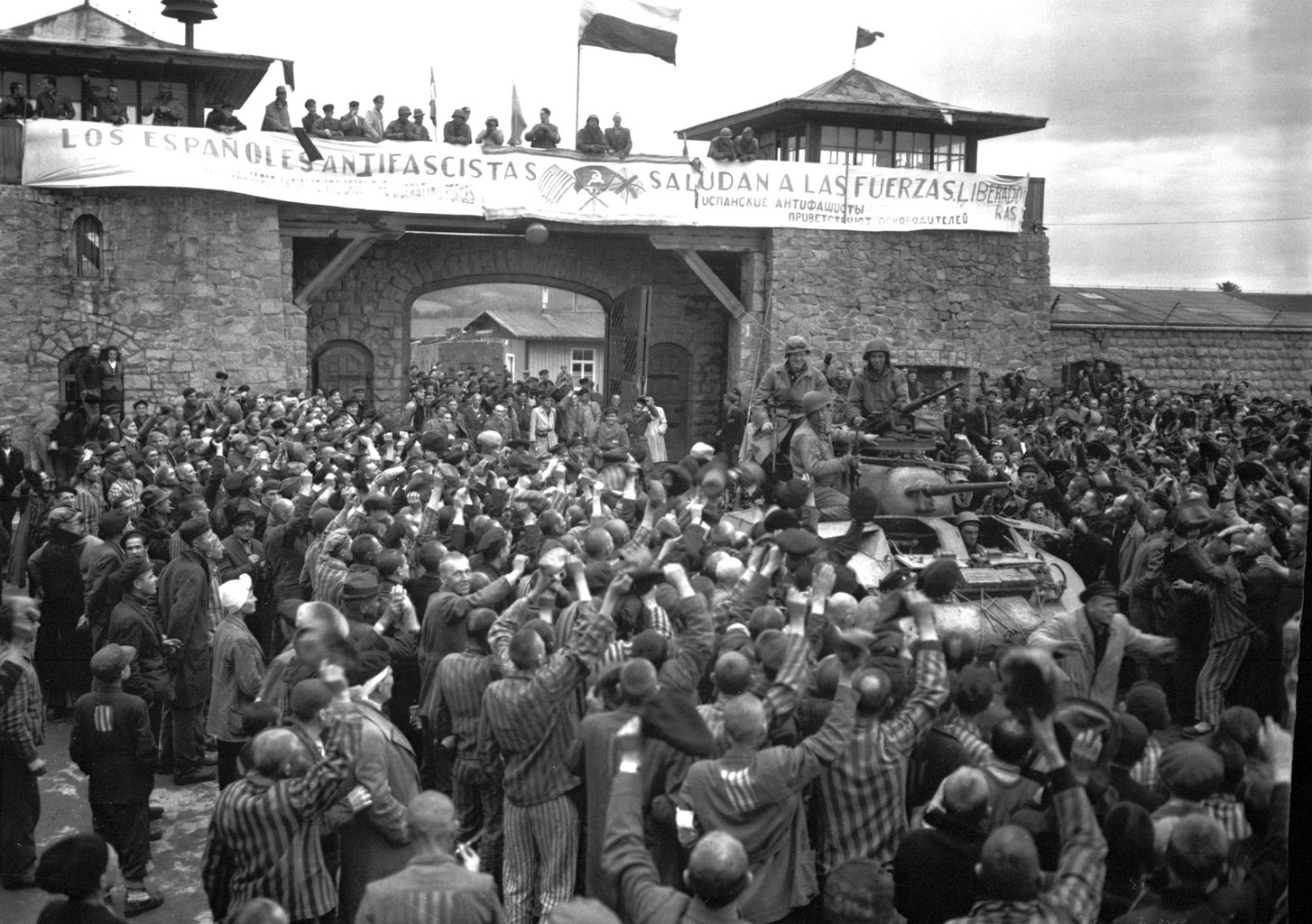
Llibération du camp de Mauthausen par la 11e division blindée de la 3e Armée des États-Unis, 5 mai 1945.

 À Innsbruck également, des résistants sont parvenus à faire prisonnier le général Hans Böhaimb, commandant de la Division Innsbruck-Nord, ont annoncé à la radio de la ville la fin du national-socialisme et ont pavoisé la ville aux couleurs noires et blanches avant que les soldats américains entrent dans la ville le 3 mai.
Des troupes américaines venues de Munich entrent dans Salzbourg le 4 mai 1945. Le colonel Leppertinger, responsable de la ville, effectue une annonce radiophonique où il déclare assumer la responsabilité de la reddition de la ville.
Dans le Haut-Danube, le Gauleiter August Eigruber (condamné à mort au procès de Mauthausen et exécuté en 1947) refuse de cesser le combat. Il fait assassiner des déserteurs, des prisonniers de camps, des fonctionnaires nazis qui ont fui Vienne, et prévoit de faire détruire les trésors artistiques pillés et entreposés dans la mine de sel d'Altausee. Comme les combats perdurent, l'aviation alliée poursuit ses bombardements sur Linz, Wels et Attnang-Puchheim. Le commandant de Linz capitule finalement le 5 mai, et le même jour, la 11e division blindée de la 3e Armée des États-Unis libère le camp de Mauthausen.

### Fin de la guerre

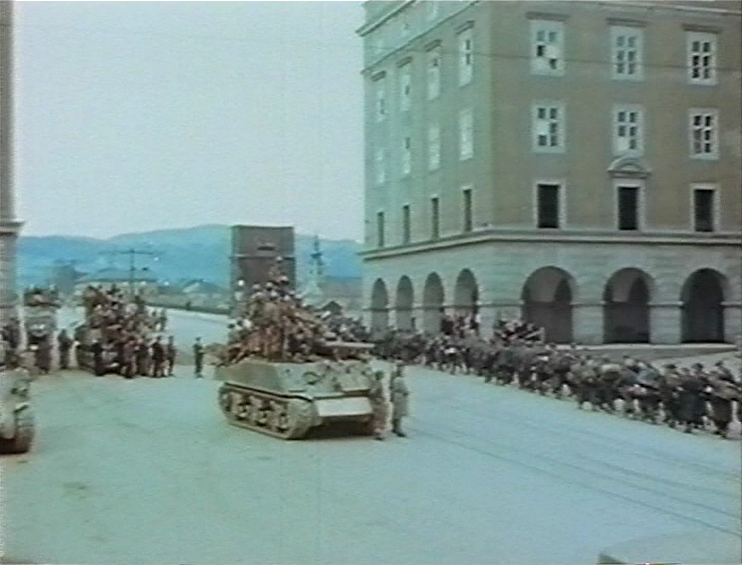
Entrée des troupes US à Linz.

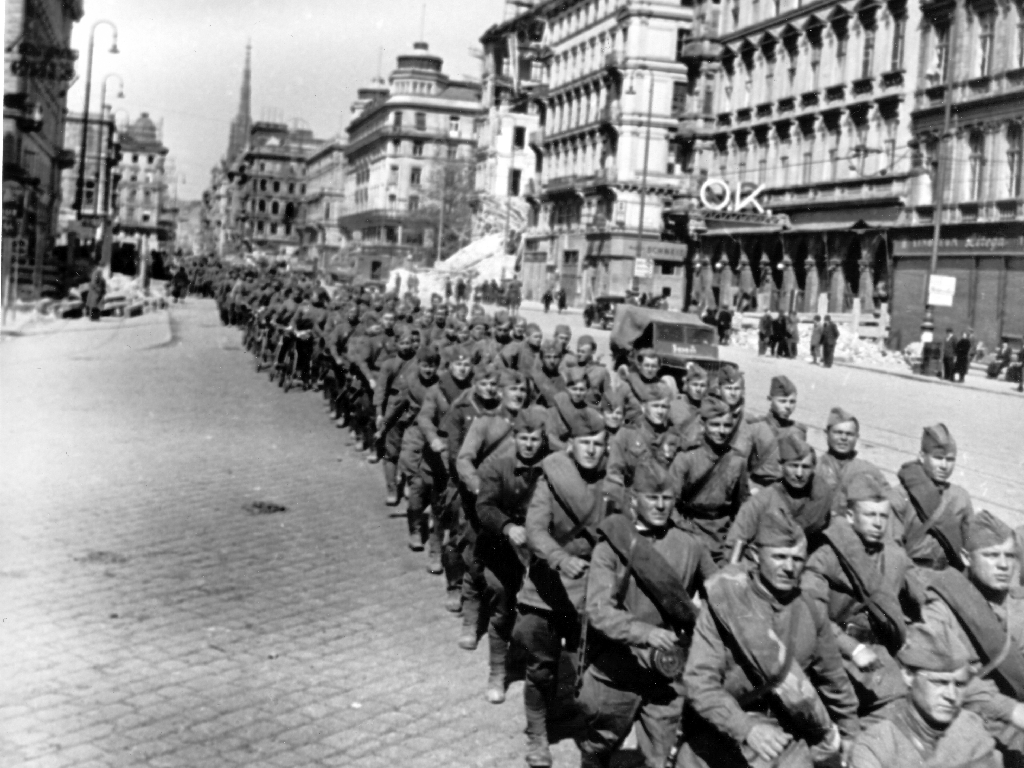
Soldats soviétiques dans Vienne, 1945.

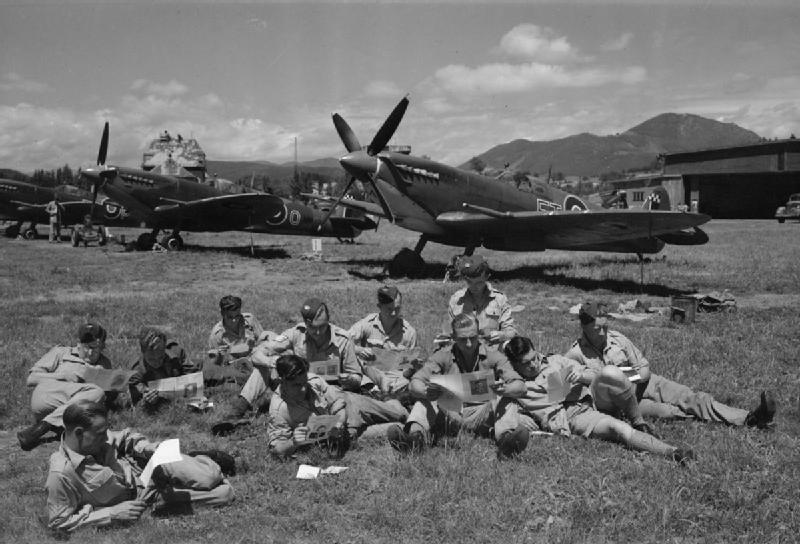
La Royal Air Force près de Klagenfurt, Carinthie, 1945.

Le 16 avril, le Parti socialiste d'Autriche (devenu le Parti social-démocrate d'Autriche) est constitué. Le 17 est fondé l'Österreichische Volkspartei, chrétien-démocrate, libéral et conservateur. Le Parti communiste d'Autriche est également reconstitué. À ce moment, les combats continuent à l'ouest de Vienne. Le 27 avril, soit onze jours avant la capitulation du Reich, les trois partis signent la déclaration d'indépendance de la République d'Autriche (officieusement qualifiée de « seconde République »). Le même jour, le juriste Karl Renner forme le gouvernement d'État provisoire et se fait symboliquement remettre le bâtiment du Parlement par les représentants de l'Armée rouge.
Pendant que les Soviétiques occupent l'Autriche depuis l'Est, l'armée britannique venant d'Italie occupe la Carinthie et la Styrie, tout comme les partisans de Tito venu de Yougoslavie, l'armée américaine venue de Bavière prend possession de Salzbourg et de la Haute-Autriche, et les Français venus du Wurtemberg investissent le Vorarlberg. Hitler se suicide le 30 avril. Le 7 mai, Alfred Jodl signe à Reims la capitulation sans condition. Le jour suivant, les troupes soviétiques et américaines effectuent leur jonction à Erlauf. La délimitation des différentes zones d'occupation se fait d'après les termes de la conférence de Potsdam.
Dans le Tyrol, un mouvement de résistance assez actif met fin au régime nazi avant l'arrivée des troupes américaines. La forteresse des Alpes tant vantée du Salzkammergut dans laquelle les nationaux-socialistes voulaient se barricader pour poursuivre le combat, s'avère être une illusion née de la propagande ; des criminels nazis de haut rang y sont mis aux arrêts dans des refuges de montagne.
La Carinthie et la Styrie sont sous le contrôle de l'armée britannique. Afin d'éviter de nouvelles divisions, les partis démocratiques précédemment interdits tentent de dissuader le Gauleiter Friedrich Rainer de poursuivre un combat défensif. Les 6 et 7 mai a lieu la passation de pouvoir entre Rainer et les représentants des partis et Hans Piesch devient gouverneur du Land. La résistance armée étant terminée, le nouveau gouvernement cherche à entrer en contact avec les troupes britanniques. Le 8 mai (« VE-Day »), les premières unités blindées britanniques et les partisans yougoslaves atteignent Klagenfurt, et les partisans se retirent sous la pression du commandement britannique. Les demandes de Tito de cession de territoires de l'Autriche à la Yougoslavie sont quant à elles, refusées par les Alliés.
Le 9 mai, jour de l'entrée en vigueur de la capitulation de la Wehrmacht, les troupes soviétiques atteignent Graz et entrent dans la ville après que les chefs locaux de la Wehrmacht ont convaincu le Gauleiter Sigfried Uiberreither que toute résistance est vouée à l'échec. Un nouveau gouvernement du Land est formé par le social-démocrate Reinhard Machold. En mai 1945, la Styrie est entièrement occupée par les troupes soviétiques : elle passe sous administration britannique en septembre 1945 et ce jusqu'à l'été 1955.

### Musées
La Seconde Guerre mondiale en Autriche est documentée en détail au Musée d'histoire militaire de Vienne, de l'annexion à la fin de la guerre, en passant par l'intégration de l'armée autrichienne dans la Wehrmacht, la guerre aérienne, la guerre totale et la bataille de Vienne.

## Victimes autrichiennes
- Environ 247 000 militaires morts, ou considérés comme morts. D'autres évaluations font état de 380 000 morts, dont 100 000 portés disparus[54],[55].
- environ 65 500 citoyens autrichiens juifs tués lors de la Shoah ;
- environ 35 000 civils morts lors de combats et de bombardements ;
- environ 16 000 autres tués en camps de concentration, dont 8 000 Roms ;
- environ 10 000 morts dans les prisons de la Gestapo et plus de 6 000 dans diverses prisons des territoires occupés par le Reich ;
- environ 2 700 résistants condamnés à mort et exécutés ;
- environ 114 000 blessés de guerre ;
- environ 57 000 civils blessés.

## Restauration de l'État autrichien

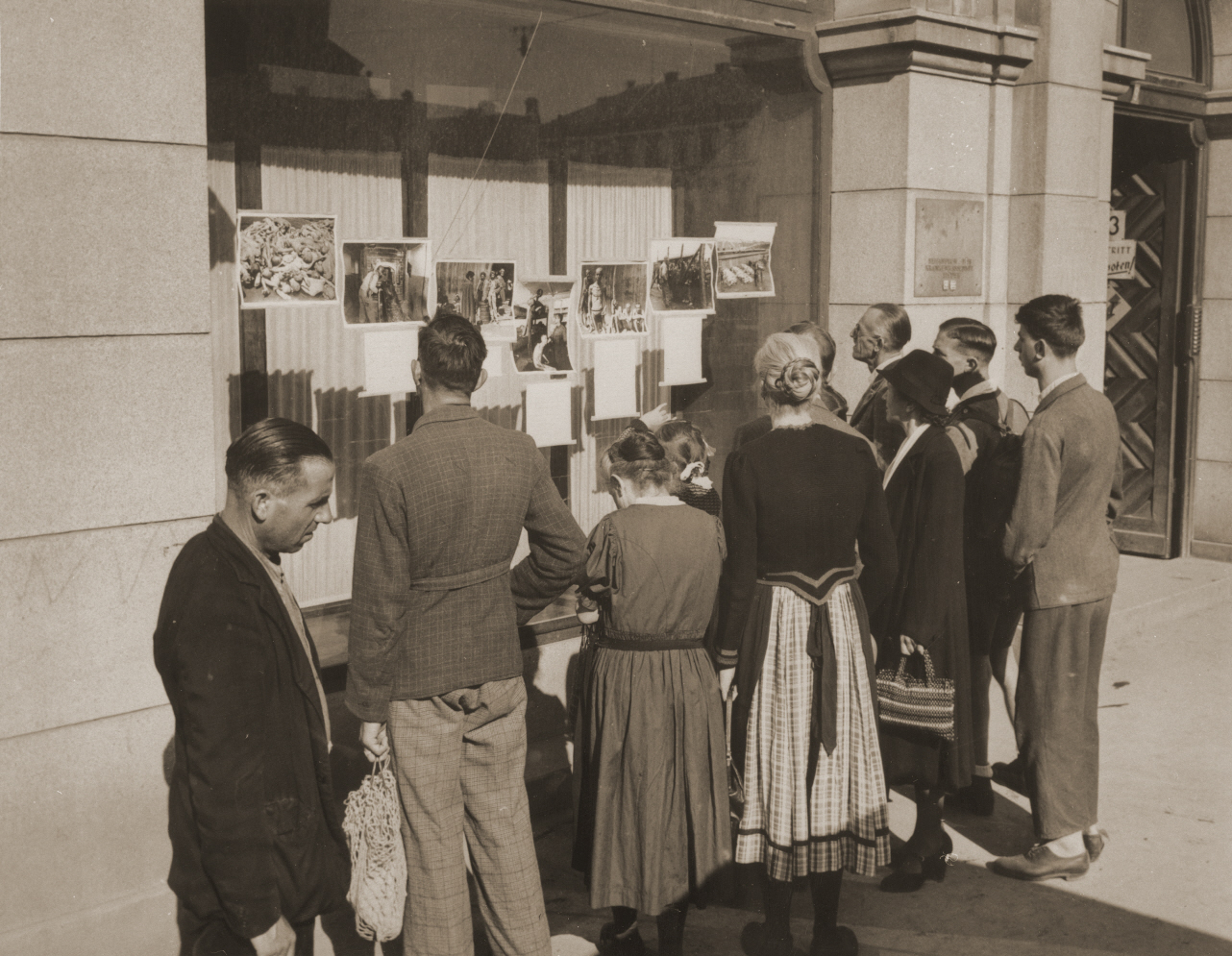
Des passants devant une devanture, où l'armée américaine a accroché des photographies prises dans les camps de concentration, Linz, mai 1945.

Zones d'occupation (de 1945 à 1955)

Karl Renner, chancelier de la Première République de 1918 à 1920, alors âgé de 75 ans, est sollicité par les Soviétiques : après plusieurs entretiens, dont un finalement avec Josef Staline, que Renner a connu avant la Première Guerre mondiale, Renner accepte à la condition qu'il tienne sa légitimité des partis autrichiens, et il contacte à cette fin le social-démocrate Adolf Schärf et le chrétien-social Josef Kollmann. Dans le même temps, à la mi-avril, les partis, dont certains étaient interdits depuis 1938 et d'autres depuis 1934, se reconstituent. Le 14 avril, les représentants de l'ancien SDAP et les socialistes révolutionnaires reforment le Parti socialiste autrichien (SPÖ) sous la présidence provisoire d'Adolf Schärf. La Confédération autrichienne des syndicats suit le lendemain. Les représentants de l'ancien Parti social-chrétien se regroupent en trois associations (Union des agriculteurs, Union des entreprises et Union des travailleurs et employés). Et le 17 avril, le Parti populaire autrichien (ÖVP) est fondé sous la présidence de Leopold Figl. Le Parti communiste (KPÖ) n'a jamais cessé d'exister depuis la Première République, malgré l'interdiction.
Renner arrive à Vienne le 21 avril et forme en une semaine le premier gouvernement provisoire d'après-guerre de la République d'Autriche. Les consultations ont eu lieu dans le salon rouge de la mairie de Vienne. Le 27 avril, les trois partis proclament l'indépendance de l'Autriche et mettent en place le nouveau gouvernement (gouvernement Renner). Le 29 avril, ils s'installent au Parlement. Le 1er mai 1945, la loi sur la transition constitutionnelle entre en vigueur. Renner, chancelier d'État, est entouré d'un cabinet composé de représentants des trois partis, dont Adolf Schärf (SPÖ), Leopold Figl (ÖVP) et Johann Koplenig (KPÖ). Les ministres sont nommés secrétaires d'État. Le territoire national est restauré dans ses frontières d'avant 1938. Mais les décisions du nouveau gouvernement ne sont, initialement, contraignantes que dans la « zone soviétique » : les Alliés occidentaux considèrent Renner comme un pantin de Staline et ne reconnaissent son gouvernement que quelques mois plus tard. Les puissances occupantes se réservent par ailleurs un droit de veto face aux décisions autrichiennes, une disposition qui ne s'atténuera qu'en 1947.
Le 8 mai 1945, la loi d'interdiction est adoptée, son premier paragraphe stipule : « Le NSDAP, ses associations militaires (SS, SA, NSKK, NSFK), ses branches et associations affiliées, et toutes les organisations et institutions nationales-socialistes en général sont dissoutes ; leur formation est interdite ». Le paragraphe 3 réglemente les dispositions sur l'enregistrement des anciens membres du NSDAP et également l'infraction pénale que constitue la réactivation de mouvements nationaux-socialistes, disposition toujours en vigueur.
La dénazification commence immédiatement dans toute l'Autriche. Au total, 537 632 personnes sont enregistrées comme membres du NSDAP, des SS et d'autres organisations nationales-socialistes. Cependant, ce nombre n'inclut pas ceux qui réussit à échapper à l'enregistrement, et il comprend d'autre part les simples sympathisants qui lors de la mise en place du régime nazi en Autriche, y ont adhéré par pur opportunisme. 41 906 personnes sont considérées comme ayant un passé « lourdement chargé », c'est-à-dire ayant occupé des postes à responsabilité ou de décisionnaires, ou impliquées dans des crimes.
De 1945 à 1955, des poursuites sont engagées devant des tribunaux populaires créés pour l'occasion. 136 829 enquêtes judiciaires préliminaires sont lancées concernant des crimes nazis présumés ou l'appartenance au NSDAP interdit de 1933 à 1938, et conduisent à 23 477 procès, dont 13 607 aboutissent à des condamnations : environ 2000 condamnations sont prononcées pour des crimes violents au nom du régime nazi, dont 43 condamnations à mort (30 sont exécutées, deux condamnés se suicident avant leur exécution), 29 condamnations à perpétuité et 650 condamnations à des peines allant de cinq à vingt ans de détention.
La Loi sur le national-socialisme votée le 24 juillet 1946 par le Conseil national vise à séparer les 440 000 moins impliqués des 96 000 au « passé chargé » : l'idée s'est imposée à l'époque qu'il est impossible de mettre au ban de la société un demi-million de personnes pendant plusieurs années, et de faire d'eux et leur famille des citoyens de seconde zone. Le Conseil allié s'oppose d'abord à cette loi et réclame un durcissement de ses dispositions. Nénanmoins, un an plus tard, en 1947, les Alliés réalisent qu'exclure près d'un demi-million de personnes de la poursuite d'études et de nombreuses professons risque de ne pas être un gain pour la démocratie, et que cela aboutir à mettre les moins coupables sur le même plan que les militants nazis au passé chargé.
Un exemple de poursuites engagées après 1945 est le procès de la chasse aux lièvres du Mühlvierte, la poursuite et l'assassinat de centaines de prisonniers de guerre soviétiques évadés du camp de Mauthausen : à côté de peines mineures, au moins trois condamnations lourdes sont prononcées, une à dix ans de détention, une à douze et une à vingt ans, et exécutées.
Mais dans les années qui suivent, le système judiciaire autrichien procède à une « amnistie froide », selon les mots de Simon Wiesenthal, en n'enquêtant pas sur les suspects ou en menant les enquêtes dans des impasses. Coexistent alors différentes approches : si l'avocat pénaliste viennois Wilhelm Malaniuk exige que les crimes nazis fassent l'objet d'enquêtes appropriées en vertu du droit pénal, d'autres comme le juriste Theodor Rittler œuvrent en faveur de principes juridiques qui laissent de nombreux crimes nazis impunis,. Par contre, l'ancien délai de prescription de vingt ans pour meurtre est aboli, car il apparaît insupportable qu'on ne puisse traduire en justice des génocidaires nazis après 1965. Puis, dans les années 1990, à la suite d'une campagne de presse engagée, les suspects de crimes nazis encore en vie sont identifiés et des enquêtes lancées.
Le 15 mai 1955, l'Autriche retrouve sa pleine souveraineté avec la signature du traité d'État autrichien qui entre en vigueur le 27 juillet 1955. Il réaffirme l'interdiction de l'annexion, prononcée en 1919, et la loi de Habsbourg.

## Travail de mémoire
En 1945, « dénazifier » signifie mettre les coupables face à leurs responsabilités, écarter les fonctionnaires nazis de tous les postes administratifs et économiques, des condamnations à mort prononcées par les tribunaux populaires, et l'exclusion des responsables nazis du processus électoral lors des élections au Conseil national de 1945. Mais quatre ans plus tard, cet ancien électorat du parti nazi se retrouve dissous dans les partis autorisés. Avec le début de la guerre froide, les puissances occupantes occidentales voient de moins en moins d'intérêt à poursuivre les anciens nazis, le nouvel adversaire étant les communistes : or, nombre d'anciens nazis ayant déjà lutté contre les communistes sous le régime nazi se trouvent désormais valorisés par ces expériences.
La Fédération des Indépendants, ancêtre du parti FPÖ, attire d'anciens membres du NSDAP, des nostalgiques de la Grande Allemagne, et ceux qui ne se retrouvent pas dans d'autres partis : aux élections du Conseil national de 1949 à 11 heures, il arrive en troisième place avec 11,7 % des voix. Les deux grands partis SPÖ et ÖVP essayent alors de prendre la main sur cet électorat. Ainsi, en Autriche, d'anciens fonctionnaires nazis vont se voir admis dans des partis politiques, mais également au sein du pouvoir judiciaire, dans les universités et les entreprises publiques.
Une autre cause de cette dénazification partielle est le manque de main d'œuvre masculine en général, et de spécialistes en particulier. De plus, aucun effort n'est entrepris pour faire revenir ceux qui sont partis en exil ; en partie parce que responsables et gestionnaires craignent de nouveaux concurrents parmi les éventuels rapatriés, ensuite parce que l'approvisionnement alimentaire reste difficile et le nombre de logements insuffisant.
Il n'est pas prévu de verser une compensation financière aux travailleurs forcés et aux prisonniers des camps de concentration, pas plus qu'une restitution des biens spoliés. La majeure partie de la société autrichienne reste peu consciente des problèmes juridiques et moraux de son propre passé, et des décennies plus tard, ceux qui soulignent la complicité de l'Autriche restent souvent accusés de dénigrer leur propre patrie (Nestbeschmutzer : pollueurs de nids). Le centre de documentation de la Résistance autrichienne n'ouvre ses portes qu'en 1963.
Le travail de mémoire sur les pillages, les spoliations, les expropriations et les captations de patrimoine opérés par les nazis n'est lui pas achevé, plus d'un demi-siècle plus tard.

### Autriche victime ou complice
Durant des décennies - et en partie encore aujourd'hui - la culpabilité des Autrichiens dans la guerre et les crimes du régime nazi est négligée ou niée par une grande partie de la population. Le « mythe de la victime » (Opfermythos ou Opferthese (de)), selon lequel l'Autriche a été la première victime de l'agression nazie, est longtemps mis en avant dans l'opinion publique, et le monde politique, afin de ne pas avoir à assumer sa propre responsabilité.
Ce point de vue transparaît dans la Déclaration tripartite sur l'Autriche de 1943, dans laquelle les ministres alliés des Affaires étrangères déclarent que l'Autriche, « premier pays libre à être tombé victime de l'agression hitlérienne, doit être libéré de la domination allemande ». Mais on omet souvent de mentionner la suite du texte : « Il est cependant rappelé à l'Autriche qu'elle a une responsabilité à laquelle elle ne peut échapper pour sa participation à la guerre aux côtés de l'Allemagne hitlérienne... ». Enfin, la déclaration précise que le règlement final tiendra compte de la façon dont les Autrichiens eux-mêmes ont contribué à leur libération.
La majorité des Autrichiens s'est longtemps considérée comme victime du régime nazi parce qu'ils ont été séduits ou ont simplement fait leur devoir ; une écrasante majorité se justifie en disant qu'« il n'y avait rien d'autre à faire ». L'emploi des termes « victimes », « rapatriés » et « personnes déplacées » est révélateur de la perception du rôle de l'Autriche : pour beaucoup, le terme de « victimes » désigne principalement les soldats morts au combat, et non les personnes assassinées en camp de concentration, ou les résistants exécutés, ou les objecteurs de conscience ; le terme de « rapatriés » désigne ceux qui reviennent de captivité, pas ceux qui reviennent d'émigration, et le terme de « personnes déplacées » (Vertriebene) est employé pour désigner les populations germanophones de Tchécoslovaquie ou de Yougoslavie, pas les Juifs. Et on aborde rarement le fait que l'Anschluss a été acclamé par des dizaines de milliers d'Autrichiens et que beaucoup ont tiré profit de l'aryanisation.
Il faut attendre les années 1980, avec entre autres l'affaire Waldheim, pour que le mythe de la victime commence à être déconstruit. Et ce n'est que le 8 juillet 1991 que le chancelier Franz Vranitzky admet, dans une déclaration au Conseil national, que les Autrichiens partagent la responsabilité des souffrances survenues à l'époque nazie.

### L'Autriche face au passé
En 1962, le journaliste Heinz Fischer — futur président d'Autriche — publie un article dans lequel il dévoile l'activité de Taras Borodajkewycz, professeur d'économie à l'université de Vienne, qui dans ses cours tient des propos ouvertement antisémites et favorables au nazisme. Il s'ensuit, en mars 1965, une manifestation étudiante contre Borodajkewycz où les manifestants s'opposent à une contre-manifestation organisée par syndicat étudiant du FPÖ. L'ancien résistant Ernst Kirchweger, qui ne fait qu'assister à la scène, est gravement blessé par un contre-manifestant et meurt deux jours plus tard. Borodajkewicz est par la suite mis à la retraite anticipée.
Le gouvernement SPÖ de 1970 de Bruno Kreisky comprend plusieurs personnalités ayant appartenu à des organisations nazies. L'ancien SS Hans Öllinger, nommé ministre de l'Agriculture, démissionne cinq semaines après la formation du gouvernement lorsque son appartenance à la SS est révélée. Son successeur, Oskar Weihs, a été membre du NSDAP, le ministre de la Construction Josef Moser et le ministre des Transports Erwin Frühbauer l'étaient également, et le ministre de l'Intérieur Otto Rösch était membre de la SA.
En 1975 éclate l'affaire Kreisky-Peter-Wiesenthal (en). Bruno Kreisky lui-même prend la défense de Friedrich Peter (en), ancien officier du régiment n°10 de la 1ère Brigade d'Infanterie SS, une unité dont certains éléments sont responsables de crimes sur le Front de l'Est, et dont le passé est publiquement révélé par le chasseur de nazis Simon Wiesenthal. Peter, devenu président du FPÖ, a rendu possible la formation du gouvernement minoritaire de Kreisky en ne votant pas contre lui et a été récompensé par une réforme de la loi électorale qui favorise les petits partis.
Par ailleurs, pour Simon Wiesenthal, les procureurs de la république d'Autriche de l'époque Kreisky pratiquent une « amnistie froide » dans des centaines d'affaires en omettant d'enquêter de manière approfondie et de poursuivre les auteurs présumés de crimes nazis.
Un tournant décisif a lieu en 1986. L'ancien secrétaire général des Nations unies, Kurt Waldheim, soutenu par l'ÖVP, se porte candidat au poste de président fédéral. Pendant la campagne électorale, il s'avère que son autobiographie publiée précédemment dépeint son rôle pendant la Seconde Guerre mondiale de façon incomplète et partiellement incorrecte, par exemple en ce qui concerne son appartenance à la SA et ses activités dans les Balkans dans le Groupe d'armées E. Plus particulièrement, Waldheim induit en erreur un parlementaire américain qui le questionne sur son rôle pendant la guerre. L'« affaire Waldheim » suscite une attention considérable aux États-Unis et dans d'autres pays. Parallèlement, cela permet d'aborder publiquement le comportement des Autrichiens pendant la période nazie. Des clichés antisémites (comme la « côte Est », un code qui désigne une politique et une économie prétendument dominées par les Juifs américains) sont utilisés par certains pendant la campagne électorale. Finalement, une majorité d'électeurs se fie à l'affirmation de Waldheim, selon laquelle il n'a fait que son devoir, et il est élu président en juillet 1986. Dès lors, Waldheim reste persona non grata aux États-Unis et n'est pas le bienvenu en visite d'État dans de nombreux autres pays. Dans son testament publié après sa mort en 2007, Waldheim déclare regretter sa prise de position « sur les crimes nazis, à savoir beaucoup trop tard, et non de manière exhaustive et sans malentendus ».
En 1986, le négationniste d'extrême droite Gottfried Küssel (en) crée le VAPO (Volkstreue außerparlamentarische Opposition (de)), soit Opposition extra-parlementaire pour le peuple), un mouvement néo-nazi. Le groupe est démantelé par la police dans les années 1990 et ses dirigeants condamnés.
Le 8 juin 1991, le chancelier fédéral Franz Vranitzky prononce un discours au Conseil national dans lequel, pour la première fois, un chef de gouvernement autrichien relativise le « mythe de la victime » et aborde la complicité des Autrichiens pendant la Seconde Guerre mondiale et ses conséquences : « 
Il existe une responsabilité pour les souffrances que non pas l'Autriche en tant qu'État, mais bien les citoyens de ce pays ont infligées à d'autres peuples et nations. [...] Nous reconnaissons toutes les actions de notre histoire [...] et de même que nous revendiquons nos bonnes actions, nous avons le devoir de nous excuser pour les mauvaises - auprès des survivants et des descendants des morts. »
En 1991, Jörg Haider, chef du FPÖ et Landeshauptmann de Carinthie, déclenche une vaste polémique lors d'un débat au Parlement régional en déclarant à propos du chômage : « Il n'y avait pas ce genre de chose sous le Troisième Reich, parce que sous le Troisième Reich, ils avaient une politique de l'emploi appropriée » et doit démissionner de son poste (il est par la suite réélu en 1999 et 2004). En 1995, lors d'une réunion de vétérans SS et de la Wehrmacht, il déclare à propos de ceux-ci « … qu'il y a encore des gens dans ce monde qui ont du caractère et qui face au vent contraire le plus fort restent jusqu'à ce jour fidèles à leurs convictions » ; ses propos font l'objet d'une enquête du procureur de Klagenfurt mais ne sont pas considérés comme enfreignant la Verbotsgesetz.
En novembre 1997, le Parlement autrichien, composé du Conseil national et du Conseil fédéral, instaure une Journée de commémoration contre la violence et le racisme en mémoire des victimes du national-socialisme (Gedenktag gegen Gewalt und Rassismus im Gedenken an die Opfer des Nationalsozialismus (de)) et en fixe la date au 5 mai, jour de la libération du camp de Mauthausen.
Entre 1998 et 2003 ont lieu les travaux de la Commission autrichienne d'historiens, la Commission autrichienne des historiens, mandatée par le gouvernement autrichien de Viktor Klima pour enquêter sur les spoliations de biens de la période nazie ainsi que sur les mesures de restitutions et d'indemnisation nécessaires. Le rapport final est rendu en 2003. Parallèlement, le lent et long processus de restitution des biens spoliés en Autriche (de) entamé après-guerre se poursuit à l'époque moderne.

### Lieux de mémoire

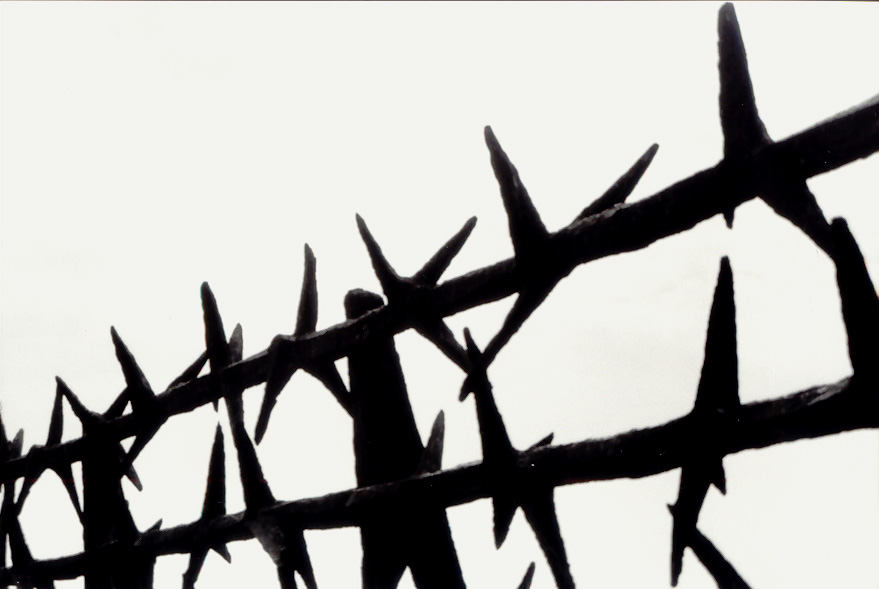
Mémorial devant le camp de Mauthausen.

Le principal lieu de mémoire en Autriche est le camp de concentration de Mauthausen. D'autres lieux sont dédiés au souvenir ainsi qu'à la documentation et à la recherche :
- le centre de documentation de la résistance autrichienne à Vienne ;
- le Musée juif de Vienne (de) ;
- le Musée juif autrichien à Eisenstadt ;
- le Musée juif de Hohenems ;
- le Jewish Welcome Service Vienna (de) ;
- l'Austrian Heritage Collection dépendant du Leo Baeck Institute (en) ;
- le musée d'histoire d'Ebensee (Camp de concentration d'Ebensee) ;
- les Journées de l'histoire contemporaine de Braunau ;
- le projet A Letter To The Stars (de) ;
- le Mémorial de la Shoah à Vienne ;
- le Mémorial contre la guerre et le fascisme à Vienne ;
- le projet Pierres du souvenir, (Steine der Erinnerung (de)), similaire aux Stolpersteine ;
- le Monument de la Libération à Innsbruck.

## Sources
- Kurt Bauer (de) : Die dunklen Jahre. Politik und Alltag im nationalsozialistischen Österreich 1938 bis 1945. Fischer, Francfort-sur-le-Main 2017,  (ISBN 978-3-596-29903-4).
- Hellmut Butterweck (de) : Verurteilt und begnadigt. Österreich und seine NS-Straftäter. Czernin, Vienne 2003,  (ISBN 3-7076-0126-9).
- DÖW, Bundesministerium für Bildung, Wissenschaft und Kultur, (éd.): Österreicher und der Zweite Weltkrieg. Österreichischer Bundesverlag, Vienne 1989,  (ISBN 3-215-07350-1).
- Karl Glaubauf (de) : Robert Bernardis – Österreichs Stauffenberg, Statzendorf 1994.
- Siegwald Ganglmair (de), Oskar Achs, DÖW (éd.): Vienne 1938. Jugend & Volk, Vienne 1988,  (ISBN 3-215-07022-7).
- Generaldirektion des Österreichischen Staatsarchivs (éd.): Österreichs Archive unter dem Hakenkreuz. (= Mitteilungen des Österreichischen Staatsarchivs. Band 54.). Vienne 2010,  (ISBN 978-3-7065-4941-7).
- Karl Glaubauf: Die Volkswehr 1918–1920 und die Gründung der Republik. Vienne 1993,  (ISBN 3-901208-08-9).
- Karl Glaubauf, Stefanie Lahousen-Vivremont: Generalmajor Erwin Lahousen, Edler von Vivremont: ein Linzer Abwehroffizier im militärischen Widerstand, Lit Verlag, Münster 2005,  (ISBN 3-8258-7259-9).
- Judith Goetz (de), Alexander Emanuely (de) Hgg.: März. Literatur und Gedächtnis – März 1938. Ein Lesebuch. Theodor Kramer Gesellschaft, Vienne 2011,  (ISBN 978-3-901602-44-3).
- Clemens Jabloner (de) u. a.: Schlussbericht der Historikerkommission der Republik Österreich. Vermögensentzug während der NS-Zeit sowie Rückstellungen und Entschädigungen seit 1945 in Österreich. Oldenbourg, Munich 2003,  (ISBN 3-486-56744-6).
- Matthias Pape (de) : Ungleiche Brüder – Österreich und Deutschland 1945–1965. Böhlau, Vienne 2000,  (ISBN 3-412-07200-1).
- Verena Pawlowsky, Harald Wendelin (éd.): Arisierte Wirtschaft (Raub und Rückgabe – Österreich von 1938 bis heute). Mandelbaum, Vienne 2005,  (ISBN 3-85476-161-9).
- Anton Pelinka (de), Erika Weinzierl (de) (éd.): Das große Tabu. Österreichs Umgang mit seiner Vergangenheit. Österreichische Staatsdruckerei, Vienne 1997,  (ISBN 3-7046-1094-1).
- Manfried Rauchensteiner (de) : Der Ruf des Gewissens. In: Viribus Unitis. Jahresbericht 2004 des Heeresgeschichtlichen Museums. Vienne 2005, pp. 9–20.
- Alkuin Volker Schachenmayr (de), Der Anschluss im März 1938 und die Folgen für Kirche und Klöster in Österreich, Forschungsbericht der Arbeitstagung des EUCist in Stift Heiligenkreuz vom 7./8. März 2008, Be&Be-Verlag, 2009,  (ISBN 978-3-9519898-5-3).
- Hans Schafranek (de) : Sommerfest mit Preisschießen: Die unbekannte Geschichte des NS-Putsches im Juli 1934. Czernin, Vienne 2006,  (ISBN 3-7076-0081-5).
- Manfred Scheuch (de) : Österreich im 20. Jahrhundert. Christian Brandstätter, Vienne 2000,  (ISBN 3-85498-029-9).
- Emmerich Tálos (de), Ernst Hanisch (de), Wolfgang Neugebauer (éd.): NS-Herrschaft in Österreich 1938–1945. Ein Handbuch. Reihe: Österreichische Texte zur Gesellschaftskritik, 36. Verlag für Gesellschaftskritik, Vienne 1988,  (ISBN 3-900351-84-8).
- Karl Vocelka (de) : Geschichte Österreichs. Kultur – Gesellschaft – Politik. Heyne, Munich 2002,  (ISBN 3-453-21622-9).
- Wilhelm Baum (de) : Die Freisler-Prozesse in Kärnten. Klagenfurt 2011,  (ISBN 978-3-902585-77-6).
- Wilhelm Baum: Zum Tode verurteilt. NS-Justiz und Widerstand in Kärnten. Klagenfurt 2012,  (ISBN 978-3-902585-93-6).

## Témoignages
- Carl Szokoll : Die Rettung Wiens 1945 (Die Waffe des Gewissens), Amalthea Signum, Zurich/ Leipzig/ Vienne, 2001,  (ISBN 3-85002-472-5).
- Ella Lingens : Gefangene der Angst – Ein Leben im Zeichen des Widerstandes, Deuticke im Zsolnay Verlag, Vienne, 2003,  (ISBN 3-216-30712-3).
- Ceija Stojka : Wir leben im Verborgenen. Erinnerungen einer Rom-Zigeunerin, Picus, Vienne, 1988,  (ISBN 3-85452-206-1).
- Viktor Frankl : … trotzdem Ja zum Leben sagen (Ein Psychologe erlebt das Konzentrationslager), dtv, Munich, 1982–97,  (ISBN 3-423-30142-2).